# Liste der Biografien/Mcg
Liste der Biografien |
Portal Biografien |
Personensuche
# |
A |
B |
C |
D |
E |
F |
G |
H |
I |
J |
K |
L |
M |
N |
O |
P |
Q |
R |
S |
T |
U |
V |
W |
X |
Y |
Z |
?
 
Ma |
Mb |
Mc |
Md |
Me |
Mf |
Mg |
Mh |
Mi |
Mj |
Mk |
Ml |
Mm |
Mn |
Mo |
Mp |
Mq |
Mr |
Ms |
Mt |
Mu |
Mv |
Mw |
Mx |
My |
Mz
 
Mca |
Mcb |
Mcc |
Mcd |
Mce |
Mcf |
Mcg |
Mch |
Mci |
Mcj |
Mck |
Mcl |
Mcm |
Mcn |
Mco |
Mcp |
Mcq |
Mcr |
Mcs |
Mct |
Mcu |
Mcv |
Mcw
Die Liste der Biografien führt alle Personen auf, die in der deutschsprachigen Wikipedia einen Artikel haben. Dieses ist eine Teilliste mit 483 Einträgen von Personen, deren Namen mit den Buchstaben „Mcg“ beginnt.

## Mcg
- McG (* 1968), US-amerikanischer Filmproduzent und Regisseur

### Mcga
- McGaha, Rod (* 1961), US-amerikanischer Jazztrompeter (auch Flügelhorn, Gesang)
- McGahern, John (1934–2006), irischer Schriftsteller
- McGahey, Kathleen (* 1960), US-amerikanische Hockeyspielerin
- McGahey, Susan (1862–1919), nordirisch-australische Krankenschwester und Präsidentin des International Council of Nurses
- McGahn, Don (* 1968), amerikanischer Jurist, Rechtsberater des Weißen Hauses in der Regierung von US-Präsident Donald Trump
- McGahon, Brendan (1936–2017), irischer Politiker
- McGann, Bernie (1937–2013), australischer Jazzmusiker
- McGann, Brad (1964–2007), neuseeländischer Regisseur
- McGann, John Raymond (1924–2002), US-amerikanischer Geistlicher
- McGann, Lawrence E. (1852–1928), US-amerikanischer Politiker
- McGann, Michelle (* 1969), amerikanische Golferin
- McGann, Paul (* 1959), englischer SchauspielerPaul McGann (* 1959)

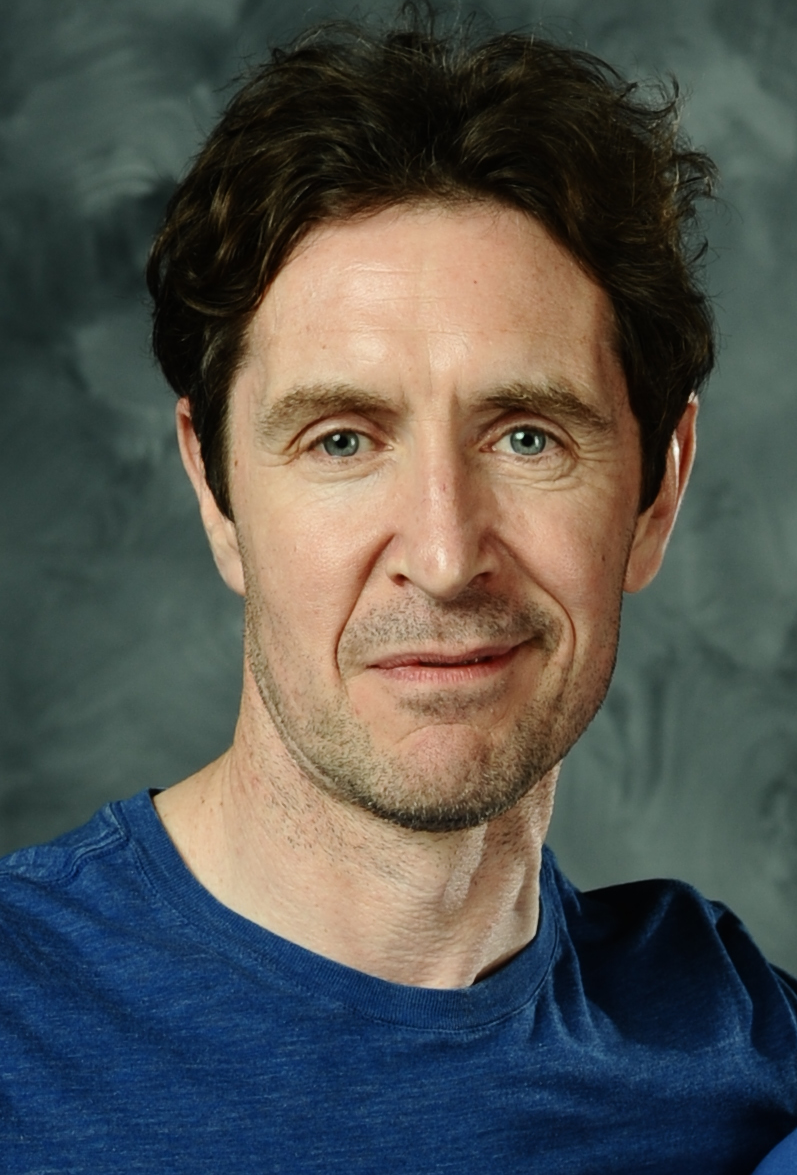
Paul McGann (* 1959)

- McGann, Stephen (* 1963), britischer Schauspieler
- McGann, William C. (1893–1977), US-amerikanischer Filmregisseur, Spezialeffektdesigner und Kameramann
- McGarity, Lou (1917–1971), US-amerikanischer Jazz-Posaunist
- McGarr, Lionel C. (1904–1988), US-amerikanischer Offizier, Generalleutnant der US-Army
- McGarrell, James (1930–2020), US-amerikanischer Maler
- McGarrigle, Kate (1946–2010), kanadische Sängerin und Musikerin
- McGarrity, John (1925–2006), schottischer Fußballtorwart
- McGarrity, Kevin (* 1973), nordirischer Rennfahrer
- McGarry, Bill (1927–2005), englischer Fußballspieler und -trainer
- McGarry, James (* 1998), neuseeländischer Fußballspieler
- McGarry, Kate (* 1970), US-amerikanische Jazzsängerin
- McGarry, Kirsten (* 1985), irische Skirennläuferin und Skicrosserin
- McGarry, Mary Anne, irisch-US-amerikanische Schauspielerin
- McGarry, Natalie (* 1981), schottische Politikerin der Scottish National Party (SNP)
- McGarry, Steven (* 1979), schottischer Fußballspieler
- McGarry, Tamsen (* 1982), irische Skirennläuferin
- McGartland, Martin (* 1970), irisch-britisches Mitglied der IRA, Agent des britischen Geheimdiensts MI5
- McGarvey, Morgan (* 1979), US-amerikanischer Politiker
- McGarvey, Robert N. (1888–1952), US-amerikanischer Politiker
- McGarvey, Ryan (* 1986), US-amerikanischer Blues- und Bluesrock-Gitarrist, Sänger und Komponist
- McGarvey, Seamus (* 1967), britischer Kameramann für Spielfilme und Regisseur für Musikvideos
- McGarvey, William Henry (1843–1914), kanadischer Ölpionier
- McGarvie, Richard (1926–2003), australischer Richter und Hochschullehrer
- McGarvie-Munn, Hugh Ian (1919–1981), guatemaltekischer Botschafter
- McGarvin, Paige (* 1996), US-amerikanische Schauspielerin
- McGary, Kaleb (* 1995), US-amerikanischer American-Football-Spieler
- McGaughey, Edward W. (1817–1852), US-amerikanischer Politiker
- McGaughey, Evan (* 1994), US-amerikanischer Basketballspieler
- McGauley, James William (1806–1867), irischer Physiker und Naturphilosoph
- McGavin, Charles (1874–1940), US-amerikanischer Politiker
- McGavin, Darren (1922–2006), US-amerikanischer SchauspielerDarren McGavin (1922–2006)

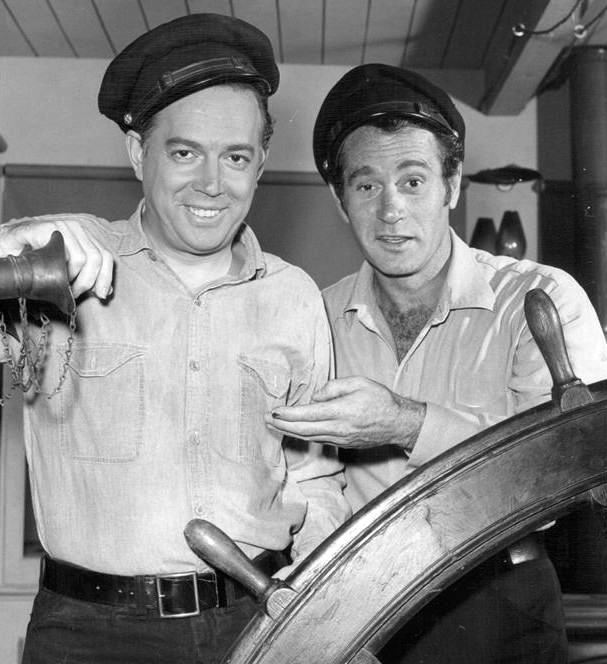
Darren McGavin (1922–2006)

- McGavran, Donald (1897–1990), evangelischer Missionar, Missiologe und Autor
- McGaw, Bill, Filmemacher
- McGaw, Edward J. (1901–1972), US-amerikanischer Offizier, Generalmajor der US-Army

### Mcge
- McGeachin, Janice (* 1963), US-amerikanische Politikerin
- McGeachy, Mary (1901–1991), kanadische Diplomatin und Frauenrechtlerin
- McGeady, Aiden (* 1986), irischer Fußballspieler
- McGeagh, Richard (1944–2021), US-amerikanischer Schwimmer
- McGear, Mike (* 1944), britischer Musiker, jüngerer Bruder von Paul McCartney
- McGee, Alan (* 1960), schottischer Geschäftsmann und MusikmanagerAlan McGee (* 1960)

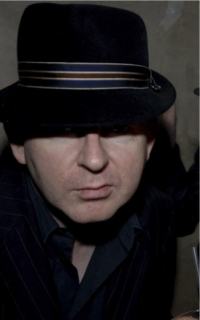
Alan McGee (* 1960)

- McGee, American (* 1972), US-amerikanischer Computerspielentwickler
- McGee, Bradley (* 1976), australischer Radrennfahrer
- McGee, Brian (* 1959), schottischer Schlagzeuger
- McGee, Brian (* 1965), schottischer Geistlicher und römisch-katholischer Bischof von Argyll and the Isles
- McGee, Caitlin (* 1988), US-amerikanische Schauspielerin
- McGee, Cory (* 1992), US-amerikanische Leichtathletin
- McGee, Dennis (1893–1989), US-amerikanischer Fiddler, Akkordeonist und Sänger (Cajun-Musik)
- McGee, Frank (1882–1916), kanadischer Eishockeyspieler
- McGee, Frank (1899–1934), US-amerikanischer Baseballspieler
- McGee, Frank Charles (1926–1999), kanadischer Unternehmer und Politiker
- McGee, Gale W. (1915–1992), US-amerikanischer Politiker (Demokratische Partei)
- McGee, Geraldine (1936–1982), US-amerikanisches Model und Showgirl
- McGee, Harold (* 1951), US-amerikanischer Buchautor
- McGee, Henry (1929–2006), britischer Schauspieler
- McGee, Jack (* 1949), US-amerikanischer SchauspielerJack McGee (* 1949)

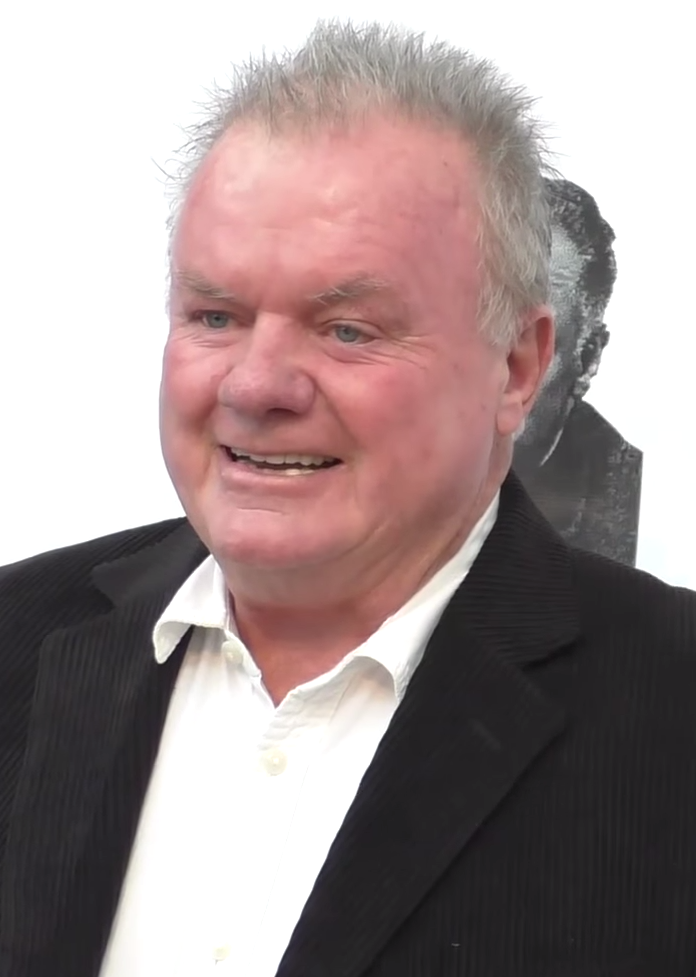
Jack McGee (* 1949)

- McGee, James (1879–1904), kanadischer Eishockey- und Canadian-Football-Spieler
- McGee, James (* 1950), englischer Schriftsteller
- McGee, James (* 1987), irischer Tennisspieler
- McGee, JaVale (* 1988), US-amerikanischer Basketballspieler
- McGee, John Joseph (1845–1927), kanadischer Beamter und Clerk of the Privy Council
- McGee, John Vernon (1904–1988), US-amerikanischer evangelikaler Geistlicher und Radioprediger
- McGee, Joseph, US-amerikanischer Offizier, Generalmajor der US-Army
- McGee, Joseph Michael (1904–1983), schottischer Geistlicher
- McGee, Max (1932–2007), US-amerikanischer Footballspieler
- McGee, Patti (1945–2024), US-amerikanische Skateboarderin
- McGee, Paul (* 1954), irischer Fußballspieler und -trainer
- McGee, Rodney (* 1974), australischer Radrennfahrer
- McGee, Sam (1894–1975), US-amerikanischer Country-Musiker
- McGee, Terrence (* 1980), US-amerikanischer American-Football-Spieler
- McGee, Thomas D’Arcy (1825–1868), irisch-kanadischer Politiker
- McGee, Vonetta (1945–2010), US-amerikanische Schauspielerin
- McGee, William John (1853–1912), US-amerikanischer Geologe und Anthropologe
- McGeechan, Ian (* 1946), schottischer Rugbyspieler und Nationaltrainer
- McGeeney, Mark (* 1972), englischer Dartspieler
- McGeer, Patrick (1927–2022), kanadischer Basketballspieler
- McGeever, Brendan (* 1983), britischer Soziologe und Hochschullehrer
- McGegan, Nicholas (* 1950), englischer Dirigent, Cembalist, Pianist und Flötist
- McGehee, Casey (* 1982), US-amerikanischer Baseballspieler
- McGehee, Daniel R. (1883–1962), US-amerikanischer Politiker
- McGehee, O. Carruth (* 1939), US-amerikanischer Mathematiker
- McGehee, Richard (* 1943), US-amerikanischer Mathematiker
- McGehee, Scott (* 1962), US-amerikanischer Drehbuchautor und Regisseur
- McGehee, Thomas K. (1915–2001), US-amerikanischer Offizier, Generalleutnant der US Air Force
- McGennis, Marian (* 1953), irische Politikerin
- McGeoch, John (1955–2004), schottischer GitarristJohn McGeoch (1955–2004)

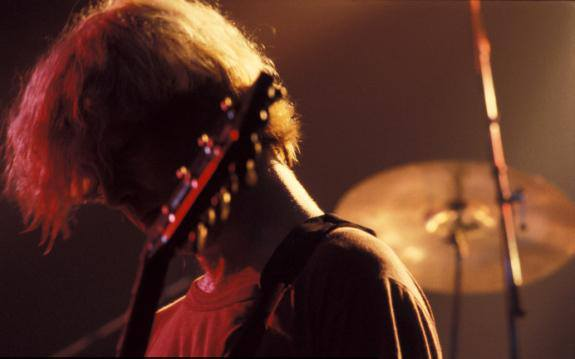
John McGeoch (1955–2004)

- McGeorge, Jack (1949–2009), US-amerikanischer Soldat
- McGeouch, Dylan (* 1993), schottischer Fußballspieler
- McGeough, Joseph Francis (1903–1970), US-amerikanischer Geistlicher, römisch-katholischer Erzbischof und Diplomat des Heiligen Stuhls
- McGeown, Pat (1956–1996), nordirischer Hungerstreikender, Mitglied der IRA
- McGettigan, Charlie (* 1950), irischer Singer-Songwriter
- McGettigan, Donna (* 1972), irische Politikerin
- McGettigan, Larry (1952–1994), englischer Fußballspieler
- McGettigan, Róisín (* 1980), irische Leichtathletin
- McGettrick, Thomas (1905–1988), irischer Ordensgeistlicher, römisch-katholischer Bischof von Abakaliki

### Mcgh
- McGhee, Alison (* 1960), US-amerikanische Schriftstellerin
- McGhee, Andy (1927–2017), US-amerikanischer Jazzmusiker und Hochschullehrer
- McGhee, Andy (* 1943), schottischer Radrennfahrer
- McGhee, Bart (1899–1979), US-amerikanischer Fußballspieler
- McGhee, Brownie (1915–1996), US-amerikanischer Blues-GitarristBrownie McGhee (1915–1996)

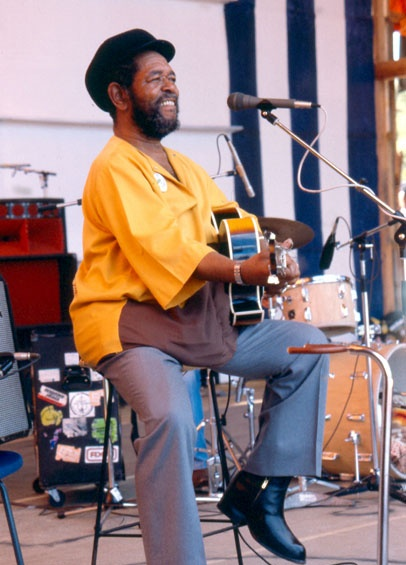
Brownie McGhee (1915–1996)

- McGhee, Charles (1942–2002), US-amerikanischer Jazzmusiker und Komponist
- McGhee, Doc (* 1950), US-amerikanischer Manager
- McGhee, Gary (* 1988), US-amerikanischer Basketballspieler
- McGhee, George C. (1912–2005), US-amerikanischer Diplomat
- McGhee, Howard (1918–1987), amerikanischer Jazz-Trompeter
- McGhee, Joe (1929–2015), britischer Marathonläufer
- McGhee, Jordan (* 1996), schottischer Fußballspieler
- McGhee, Joseph (1872–1951), US-amerikanischer Jurist und Politiker
- McGhee, Mark (* 1957), schottischer Fußballspieler und -trainer
- McGhee, Monta (* 1979), US-amerikanischer Basketballspieler
- McGhee, Samuel (1940–2020), US-amerikanischer Politiker
- McGhee, Stick (1917–1961), US-amerikanischer Blues- und Rhythm-and-Blues-Gitarrist und Sänger
- McGhee, Thalamus (* 1975), US-amerikanischer Basketballspieler
- McGhehey, Ehren (* 1976), US-amerikanischer Stuntman und Schauspieler
- McGhie, Noel (* 1944), britischer Jazzmusiker (Schlagzeug, Perkussion, Komposition)
- McGhie, Shane Paul (* 1993), US-amerikanischer Schauspieler

### Mcgi
- McGibbon, Josann, US-amerikanische Drehbuchautorin
- McGill, Andrew Ryan (1840–1905), US-amerikanischer Politiker
- McGill, Anthony (* 1991), schottischer Snookerspieler
- McGill, Barney (1890–1942), US-amerikanischer Kameramann
- McGill, Bob (* 1962), kanadischer Eishockeyspieler, -trainer und -scout
- McGill, Bruce (* 1950), US-amerikanischer SchauspielerBruce McGill (* 1950)

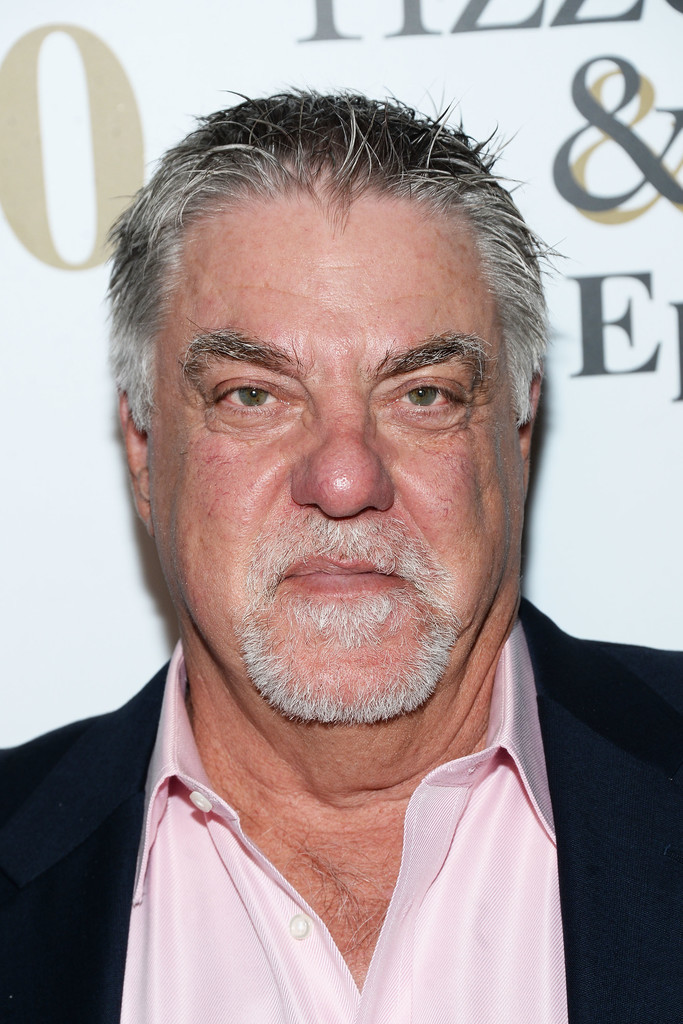
Bruce McGill (* 1950)

- McGill, Caroline M. (1879–1959), US-amerikanische Medizinerin und Hochschullehrerin
- McGill, Don (* 1963), US-amerikanischer Fernsehproduzent und Drehbuchautor
- McGill, Everett (* 1945), US-amerikanischer SchauspielerEverett McGill (* 1945)

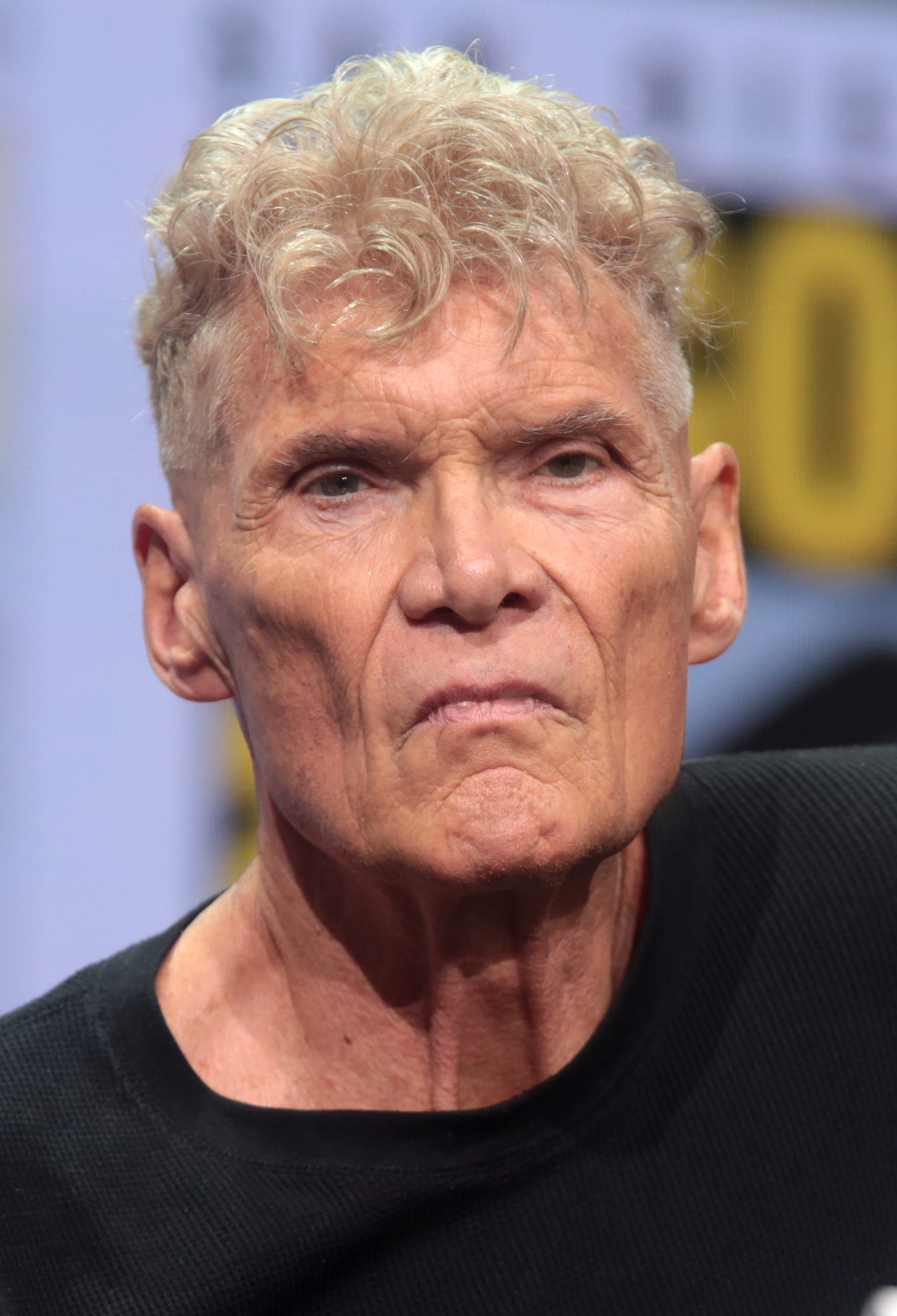
Everett McGill (* 1945)

- McGill, George (1879–1963), US-amerikanischer Jurist und Politiker
- McGill, Guillermo (* 1965), uruguayischer Jazzmusiker
- McGill, James (1744–1813), schottisch-kanadischer Unternehmer, Offizier und Philanthrop
- McGill, John (1809–1872), US-amerikanischer Geistlicher und römisch-katholischer Bischof von Richmond
- McGill, Josephine (1877–1919), US-amerikanische Komponistin und Musikhistorikerin
- McGill, Mike (* 1964), US-amerikanischer Skateboarder
- McGill, Peter (1789–1860), schottisch-kanadischer Politiker und Bankier
- McGill, Ryan (* 1969), kanadischer Eishockeyspieler
- McGill, Scott (* 2002), schottischer Fußballspieler
- McGill, Sidney (* 1999), kanadische Radrennfahrerin
- McGill, Stephen (1912–2005), britischer Geistlicher, römisch-katholischer Bischof
- McGill, Tom (* 2000), kanadisch-englischer Fußballtorhüter
- McGill, Tyler (* 1987), US-amerikanischer Schwimmer
- McGill, Yancey (* 1952), US-amerikanischer Politiker
- McGillicuddy, Daniel J. (1859–1936), US-amerikanischer Politiker
- McGillicuddy, Paul H., US-amerikanischer Offizier, Generalmajor der US Air Force
- McGillicutty, Beulah (* 1969), US-amerikanische Wrestlerin und Autorin
- McGilligan, Patrick (1889–1979), irischer Politiker
- McGillion, Michael Thomas (1885–1962), neuseeländischer Segelmacher, Heizer, Schauermann und Expeditionsteilnehmer
- McGillion, Paul (* 1969), kanadischer Schauspieler
- McGillis, Dan (* 1972), kanadischer Eishockeyspieler
- McGillis, Kelly (* 1957), US-amerikanische SchauspielerinKelly McGillis (* 1957)

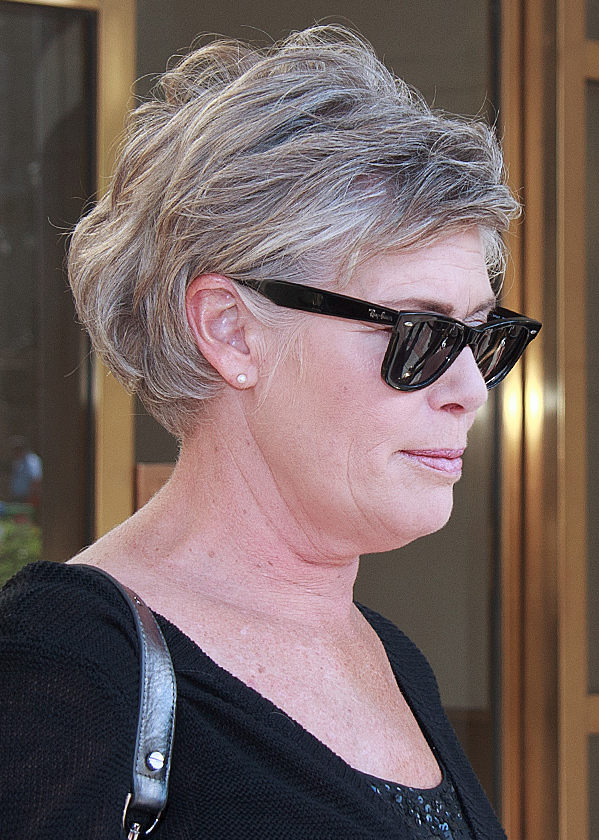
Kelly McGillis (* 1957)

- McGillivray, Perry (1893–1944), US-amerikanischer Schwimmer und Wasserballspieler
- McGilloway, Brian (* 1974), nordirischer Schriftsteller
- McGilton, Edmund G. (1859–1933), US-amerikanischer Politiker
- McGinlay, John (* 1964), schottischer Fußballspieler
- McGinley, Dinny (* 1945), irischer Politiker
- McGinley, Donald (1920–2005), US-amerikanischer Politiker
- McGinley, John C. (* 1959), US-amerikanischer Schauspieler
- McGinley, Patrick (* 1937), irischer Schriftsteller
- McGinley, Patrick (* 1977), Filmemacher und Autor
- McGinley, Paul (* 1966), irischer Golfsportler
- McGinley, Philip (* 1981), britischer Schauspieler
- McGinley, Phyllis (1905–1978), US-amerikanische Dichterin, Essayistin und Kinder- und Jugendbuchautorin
- McGinley, Ryan (* 1977), amerikanischer Fotograf
- McGinley, Ted (* 1958), US-amerikanischer SchauspielerTed McGinley (* 1958)

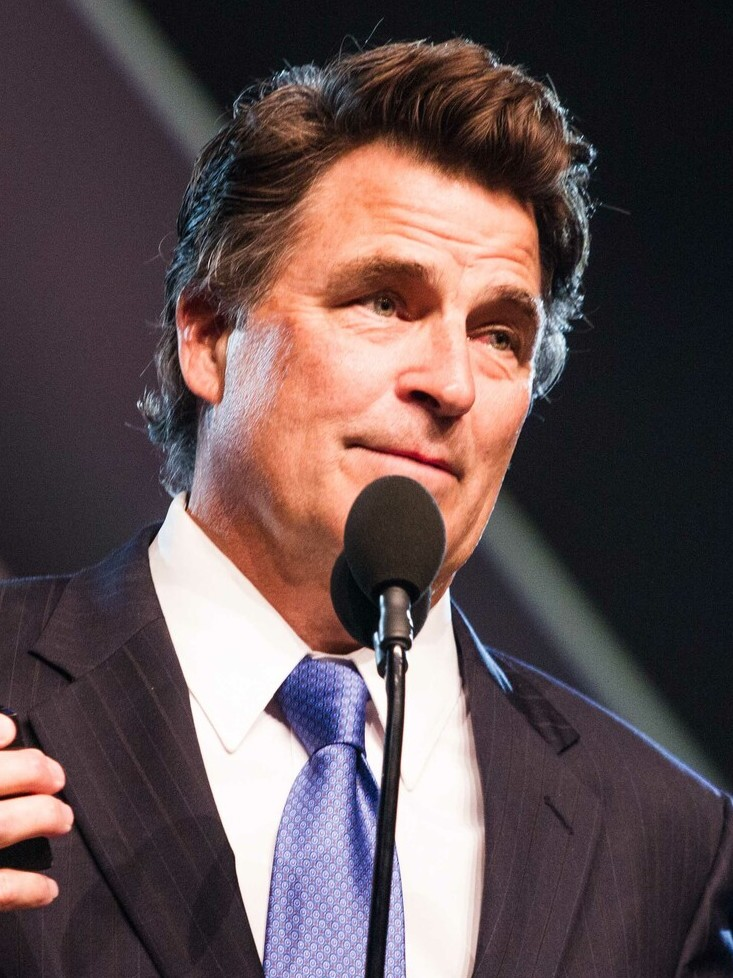
Ted McGinley (* 1958)

- McGinn, Bernard (* 1937), US-amerikanischer Historiker
- McGinn, Brock (* 1994), kanadischer Eishockeyspieler
- McGinn, Colin (* 1950), britischer Philosoph
- McGinn, Jamie (* 1988), kanadischer Eishockeyspieler
- McGinn, John (* 1994), schottischer Fußballspieler
- McGinn, Matt (1928–1977), schottischer Sänger-Songwriter und Dichter
- McGinn, Niall (* 1987), nordirischer Fußballspieler
- McGinn, Paul (* 1990), schottischer Fußballspieler
- McGinn, Sonya (* 1973), irische Badmintonspielerin
- McGinn, Stephen (* 1988), schottischer Fußballspieler
- McGinn, Tye (* 1990), kanadischer Eishockeyspieler
- McGinnis, Charles (1906–1995), US-amerikanischer Hochspringer und Stabhochspringer
- McGinnis, George (1950–2023), US-amerikanischer Basketballspieler
- McGinnis, James D. (1932–2009), US-amerikanischer Politiker
- McGinnis, Patrick B. (1904–1973), amerikanischer Manager im Finanz- und Eisenbahnsektor
- McGinnis, Robert (1926–2025), US-amerikanischer Künstler und Illustrator
- McGinnis, Ross A. (1987–2006), US-amerikanischer Soldat, der postum mit der Medal of Honor ausgezeichnet wurde
- McGinnis, Scott (* 1958), US-amerikanischer Schauspieler
- McGinnis, Wayne (1932–2013), US-amerikanischer Rockabilly-Sänger
- McGinnis, William (* 1952), amerikanischer Molekularbiologe
- McGinniss, Joe (1942–2014), US-amerikanischer Journalist und Schriftsteller
- McGinnity, Rosi (* 1941), deutsche Kiez-Wirtin
- McGinty, Anne (* 1945), US-amerikanische Komponistin, Dirigentin und Verlegerin
- McGinty, Damian (* 1992), nordirischer Schauspieler und Sänger
- McGirl, John Joe (1921–1988), irischer Politiker
- McGirr, James (1890–1957), australischer Politiker, Premier von New South Wales
- McGirt, Buddy (* 1964), US-amerikanischer Boxer und Boxtrainer
- McGiveney, Maura (1939–1990), englische Film- und Fernsehschauspielerin
- McGiver, Boris (* 1962), US-amerikanischer Schauspieler
- McGiver, John (1913–1975), US-amerikanischer FilmschauspielerJohn McGiver (1913–1975)

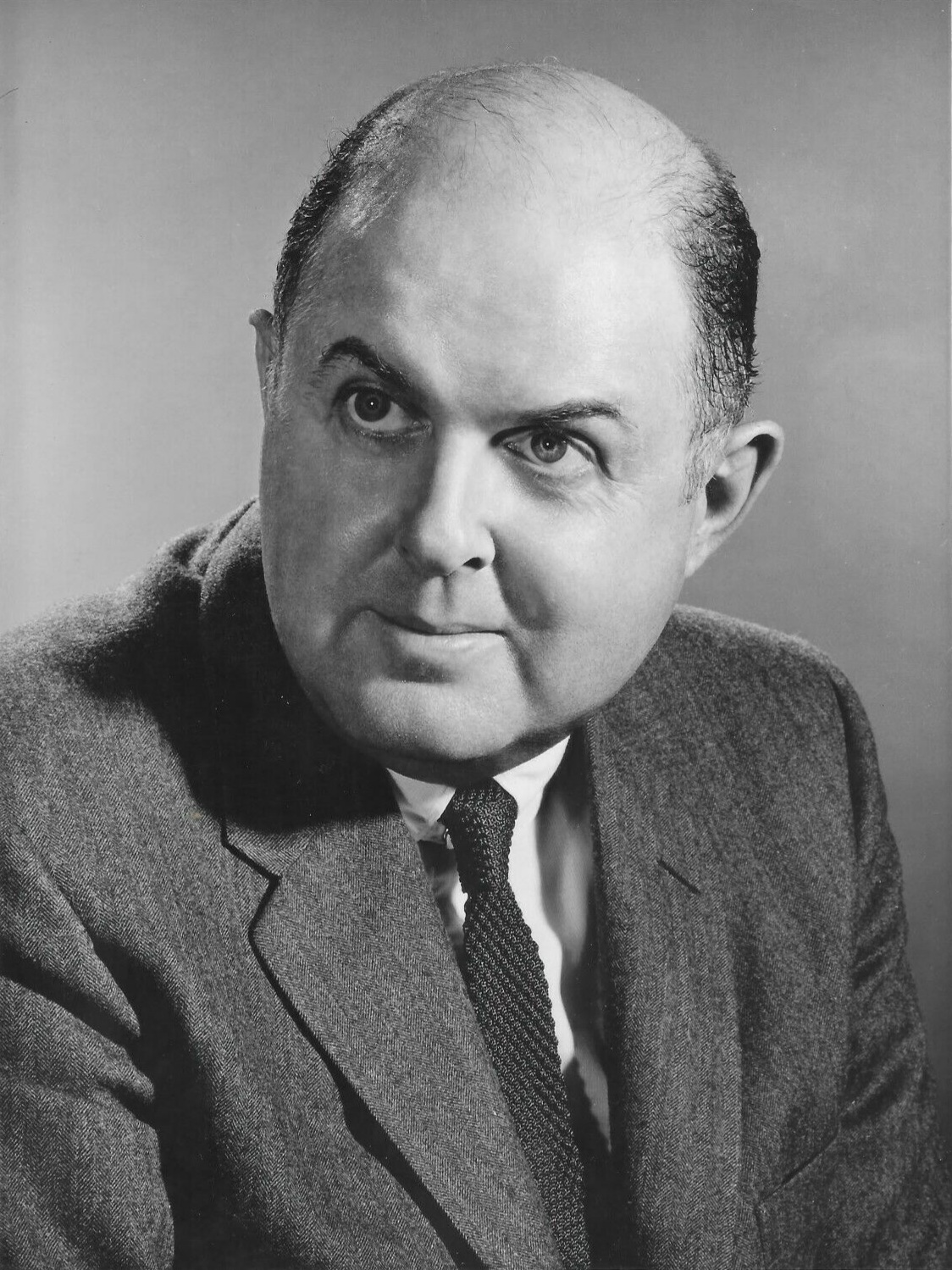
John McGiver (1913–1975)

- McGivern, Ed (1874–1957), US-amerikanischer Kunstschütze
- McGivern, Ryan (* 1990), nordirischer Fußballspieler
- McGivney, Michael (1852–1890), US-amerikanischer katholischer Priester mit irischen Wurzeln

### Mcgl
- McGlede, Stephen (* 1969), australischer Radrennfahrer
- McGlen, Bill (1921–1999), englischer Fußballspieler
- McGlennon, Cornelius Augustine (1878–1931), US-amerikanischer Politiker
- McGlinchey, Dermot (* 1973), nordirischer Snookerspieler
- McGlinchey, Herbert J. (1904–1992), US-amerikanischer Politiker
- McGlinchey, Michael (* 1987), neuseeländisch-schottischer Fußballspieler
- McGlinchey, Mike (* 1995), US-amerikanischer American-Football-Spieler
- McGlone, Mike (* 1972), US-amerikanischer Schauspieler und Schriftsteller
- McGlone, Samantha (* 1979), kanadische Triathletin
- McGlynn, Frank senior (1866–1951), US-amerikanischer Schauspieler
- McGlynn, Jack (* 2003), US-amerikanischer Fußballspieler
- McGlynn, Mary Elizabeth (* 1966), US-amerikanische Synchronsprecherin sowie Regisseurin, Schauspielerin, Sängerin und Drehbuchautorin
- McGlynn, Mike (* 1985), US-amerikanischer American-Football-Spieler

### Mcgo
- McGoldrick, David (* 1987), irischer Fußballspieler
- McGoldrick, Eddie (* 1965), irischer Fußballspieler und -trainer
- McGoldrick, Sean (* 1991), britischer bzw. walisischer Boxer
- McGolrick, James (1841–1918), irischer Geistlicher, Bischof von Duluth
- McGonagall, William (1825–1902), schottischer Exzentriker, Abstinenzler und DichterWilliam McGonagall (1825–1902)

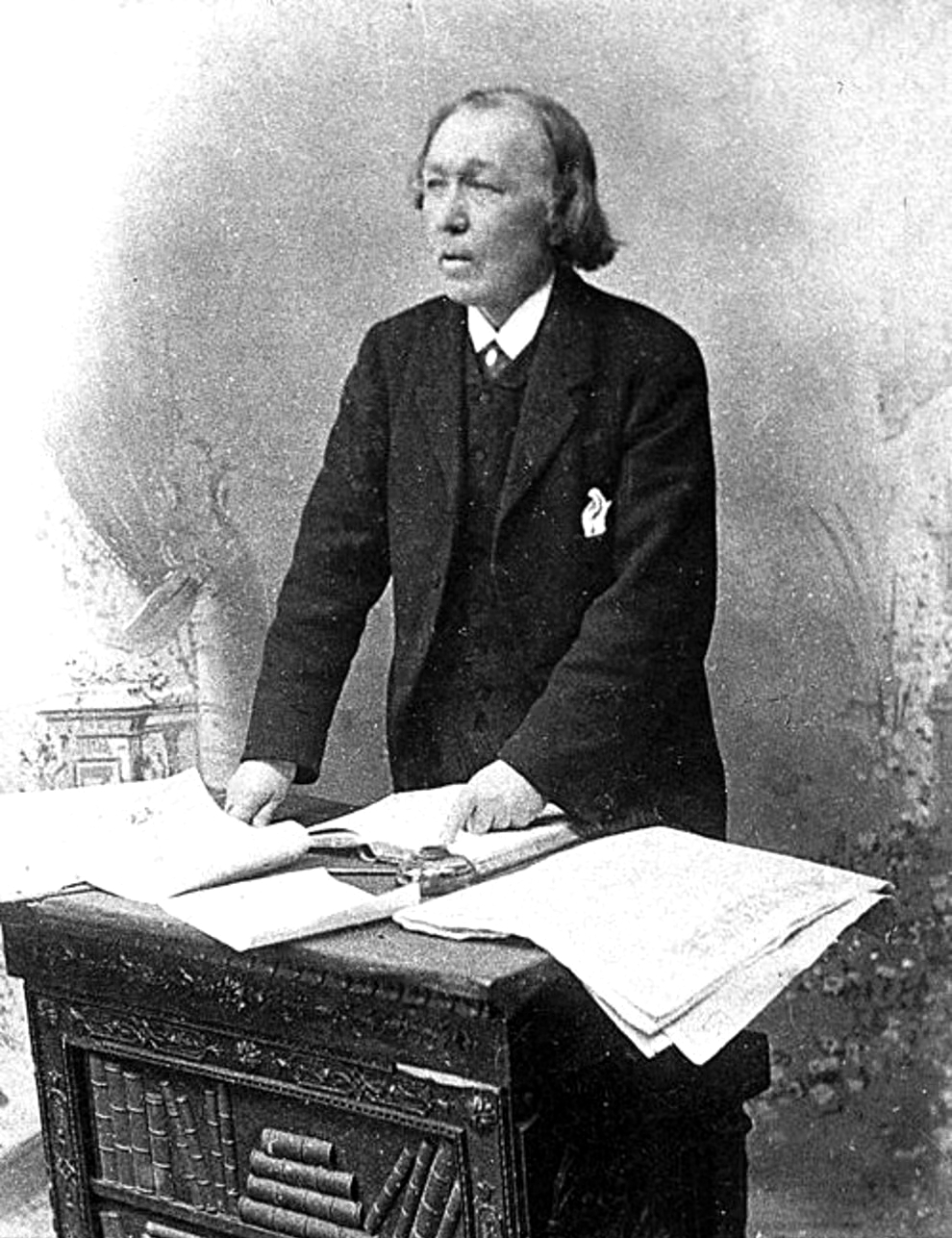
William McGonagall (1825–1902)

- McGonagle, William (1925–1999), US-amerikanischer Offizier
- McGonigal, Jane (* 1977), US-amerikanische Computerspieleentwicklerin und Autorin
- McGonigal, Pearl (* 1929), kanadische Politikerin, Vizegouverneurin von Manitoba
- McGonigal, Richard (1902–1964), irischer Jurist
- McGonnigle, Mel (* 1940), US-amerikanischer Rockabilly-Musiker
- McGoohan, Patrick (1928–2009), irisch-US-amerikanischer Schauspieler, Drehbuchautor und Regisseur
- McGorry, Matt (* 1986), amerikanischer Schauspieler
- McGorty, Sean (* 1995), US-amerikanischer Langstreckenläufer
- McGough, David Christopher (1944–2023), britischer römisch-katholischer Geistlicher und Weihbischof in Birmingham
- McGough, John (1876–1967), britischer Mittelstreckenläufer
- McGough, Roger (* 1937), britischer Dichter, Dramatiker, Musiker, Komiker und Performancekünstler
- McGovern, Ciaran (* 1989), kanadischer Volleyballspieler
- McGovern, Connor (* 1993), US-amerikanischer American-Football-Spieler
- McGovern, Elizabeth (* 1961), US-amerikanische SchauspielerinElizabeth McGovern (* 1961)

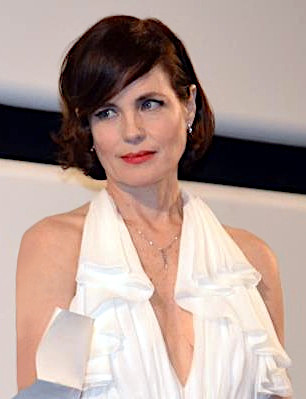
Elizabeth McGovern (* 1961)

- McGovern, Francis E. (1866–1946), US-amerikanischer Politiker und Gouverneur von Wisconsin (1911–1915)
- McGovern, George (1922–2012), US-amerikanischer Politiker
- McGovern, J. Raymond (1898–1974), US-amerikanischer Jurist und Politiker
- McGovern, Jim (* 1956), schottischer Politiker (Labour)
- McGovern, Jim (* 1959), US-amerikanischer Politiker
- McGovern, John (1902–1985), US-amerikanischer Schauspieler
- McGovern, John (* 1949), schottischer Fußballspieler und -trainer
- McGovern, Maureen (* 1949), US-amerikanische Sängerin und Broadway-Schauspielerin
- McGovern, Michael (* 1964), US-amerikanischer Geistlicher und römisch-katholischer Erzbischof von Omaha
- McGovern, Michael (* 1984), nordirischer Fußballtorwart
- McGovern, Patty (1928–2024), US-amerikanische Pop- und Jazzmusikerin
- McGovern, Ray (* 1939), US-amerikanischer CIA-BeamterRay McGovern (* 1939)

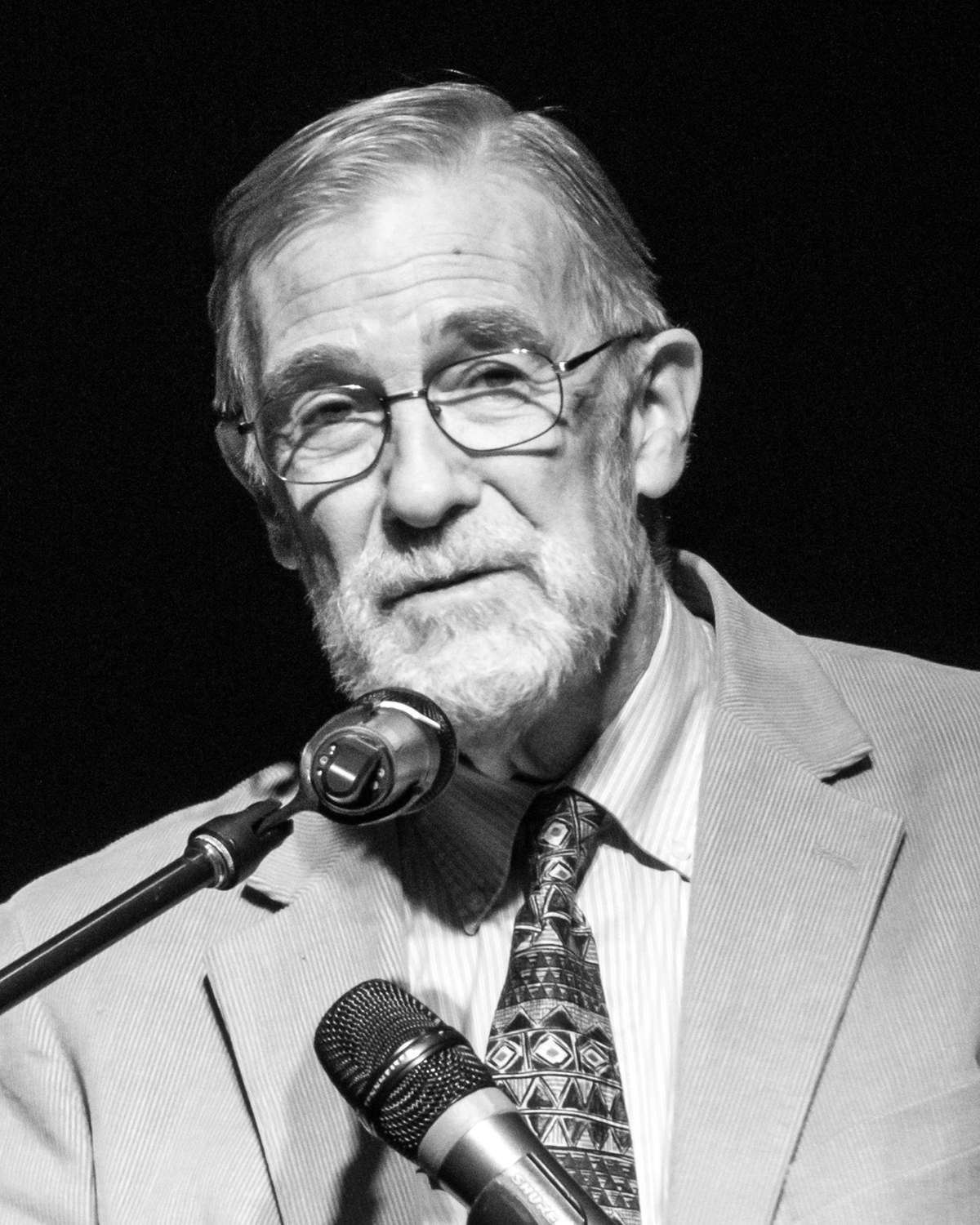
Ray McGovern (* 1939)

- McGovern, Terence (* 1942), US-amerikanischer Schauspieler, Synchronsprecher, Radiomoderator und Schauspiellehrer
- McGovern, Terry (1880–1918), US-amerikanischer Boxer
- McGovern, Tim (1955–2024), US-amerikanischer Spezialeffektkünstler
- McGovern, William (1934–2018), US-amerikanischer Rechtswissenschaftler
- McGovney, Ron (* 1962), US-amerikanischer Bassist
- McGowan, Aaron (* 1996), englischer Fußballspieler
- McGowan, Ayesha (* 1987), US-amerikanische Radsportlerin
- McGowan, Cathy (* 1943), britische Moderatorin und Journalistin
- McGowan, Christopher (* 1942), britischer Paläontologe
- McGowan, David, US-amerikanischer Filmproduzent und Filmregisseur
- McGowan, Donald W. (1899–1967), US-amerikanischer Offizier, Generalmajor der US Army
- McGowan, Dylan (* 1991), australischer Fußballspieler
- McGowan, Glen (* 1981), US-amerikanischer Basketballspieler
- McGowan, Jonas H. (1837–1909), US-amerikanischer Politiker
- McGowan, Kathleen (* 1963), US-amerikanische Schriftstellerin
- McGowan, Malcolm (* 1955), britischer Ruderer
- McGowan, Mark (* 1967), australischer Politiker
- McGowan, Mick (* 1973), irischer Dartspieler
- McGowan, Mickey (* 1946), US-amerikanischer Videokünstler
- McGowan, Ned (* 1970), US-amerikanischer Flötist und Komponist
- McGowan, Paul (* 1987), schottischer Fußballspieler
- McGowan, Philip (* 1964), britischer Ornithologe
- McGowan, Robert F. (1882–1955), US-amerikanischer Regisseur, Autor und Produzent
- McGowan, Rose (* 1973), US-amerikanische SchauspielerinRose McGowan (* 1973)

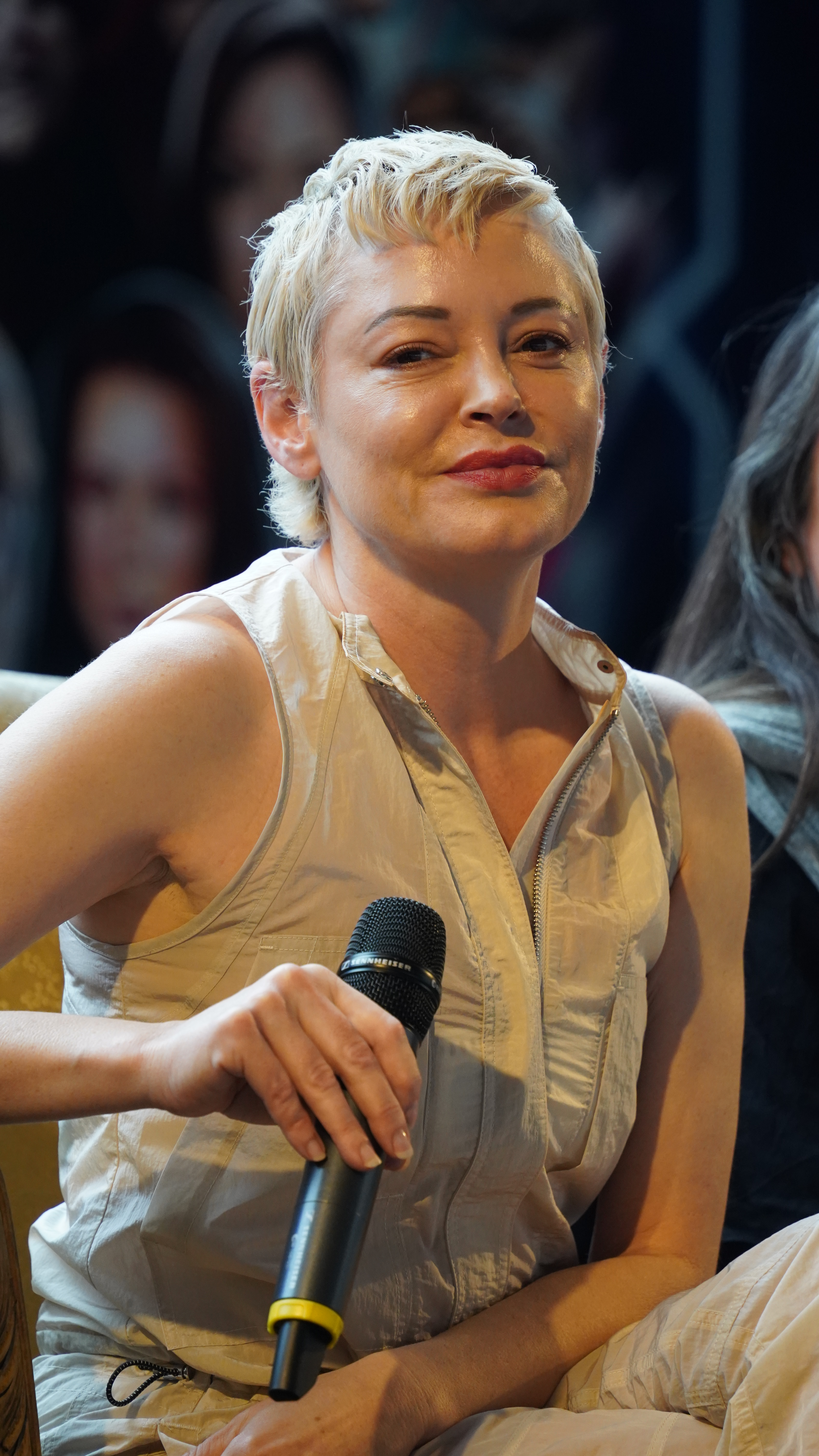
Rose McGowan (* 1973)

- McGowan, Ryan (* 1989), australischer Fußballspieler
- McGowan, Tom (* 1959), US-amerikanischer Schauspieler
- McGowan, Walter (1942–2016), britischer Boxer
- McGowan, Zach (* 1980), US-amerikanischer Schauspieler
- McGown, Riley (* 1996), australischer Mittelstreckenläufer

### Mcgr
- McGrady, Michael (* 1960), US-amerikanischer Schauspieler und Künstler
- McGrady, Niamh (* 1983), britische Schauspielerin
- McGrady, Tegan (* 1997), US-amerikanische Fußballspielerin
- McGrady, Tracy (* 1979), US-amerikanischer Basketballspieler
- McGrail, Peter (* 1996), britischer Boxer im Bantamgewicht
- McGrail, Walter (1888–1970), US-amerikanischer Filmschauspieler
- McGrain, Danny (* 1950), schottischer Fußballspieler und -trainer
- McGrandle, Rose (* 1987), britische Skeletonpilotin
- McGrane, Damien (* 1971), irischer Golfer
- McGrane, Dennis (* 1962), US-amerikanischer Skispringer
- McGranery, James P. (1895–1962), US-amerikanischer Jurist, Politiker und Justizminister (Attorney General)
- McGrath, Aedan (1906–2000), irischer Kolumbaner-Missionspriester
- McGrath, Alister (* 1953), nordirischer Mathematiker, Physiker, Chemiker, Theologe, anglikanischer Priester und Professor an der Universität London
- McGrath, Bob (1932–2022), US-amerikanischer Schauspieler, Sänger und BuchautorBob McGrath (1932–2022)

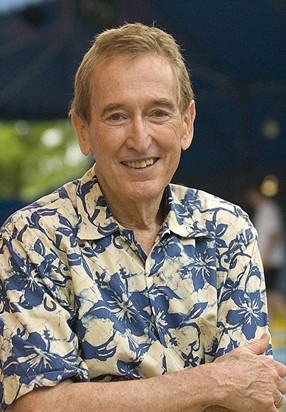
Bob McGrath (1932–2022)

- McGrath, Christopher C. (1902–1986), US-amerikanischer Jurist und Politiker
- McGrath, Dermot, irischer Geistlicher, Bischof von Cork und Cloyne
- McGrath, Doug (* 1935), kanadischer Schauspieler
- McGrath, Douglas (1958–2022), US-amerikanischer Drehbuchautor und Filmregisseur
- McGrath, Evan (* 1986), kanadischer Eishockeyspieler
- McGrath, Felix (* 1963), US-amerikanischer Skirennläufer
- McGrath, Finian (* 1953), irischer Politiker
- McGrath, Fulton (1907–1958), US-amerikanischer Jazzmusiker und Komponist
- McGrath, Glenn (* 1970), australischer Cricketspieler
- McGrath, Gulliver (* 1998), australischer Schauspieler
- McGrath, J. Howard (1903–1966), US-amerikanischer Politiker und Jurist
- McGrath, Jack (1919–1955), US-amerikanischer Automobilrennfahrer
- McGrath, James (1932–2017), kanadischer Politiker
- McGrath, Jamie (* 1996), irischer Fußballspieler
- McGrath, John (1935–2002), britischer Theaterleiter, Regisseur und Autor
- McGrath, John J. (1872–1951), US-amerikanischer Politiker
- McGrath, Joseph (1887–1966), irischer Politiker (Sinn Féin und Cumann na nGaedheal)
- McGrath, Joseph (* 1930), britischer Filmregisseur, Drehbuchautor und Produzent
- McGrath, Judith (* 1952), US-amerikanische CEO der "MTV Networks" von Viacom, US-amerikanische Medienmanagerin
- McGrath, Kathleen (1952–2002), US-amerikanische Militär, Captain der United States Navy
- McGrath, Katie (* 1983), irische SchauspielerinKatie McGrath (* 1983)

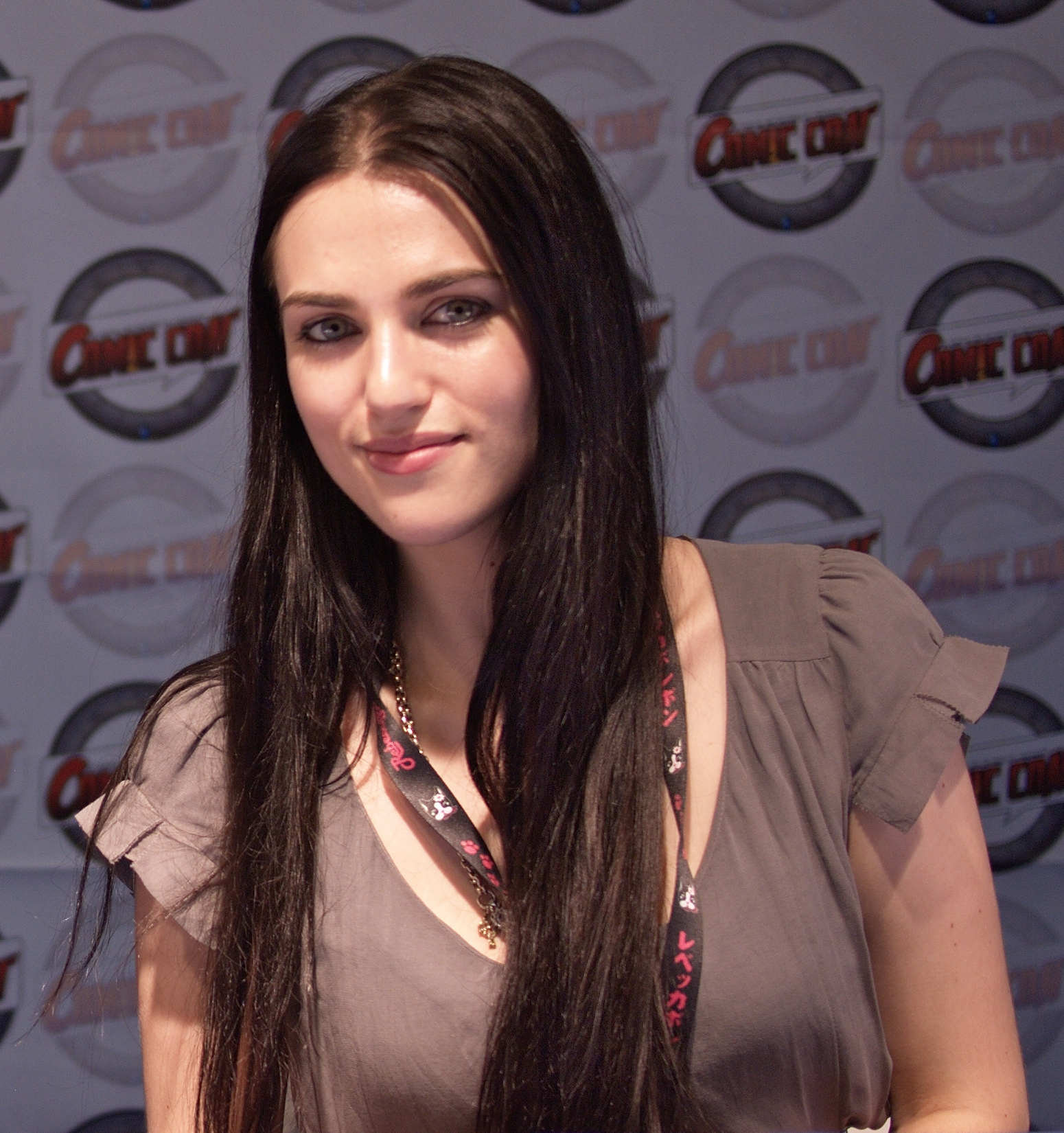
Katie McGrath (* 1983)

- McGrath, Lie Atle (* 2000), norwegischer Skirennläufer
- McGrath, Marcos Gregorio (1924–2000), römisch-katholischer Geistlicher, römisch-katholischer Erzbischof von Panama
- McGrath, Mark (* 1968), US-amerikanischer Rocksänger und FernsehmoderatorMark McGrath (* 1968)

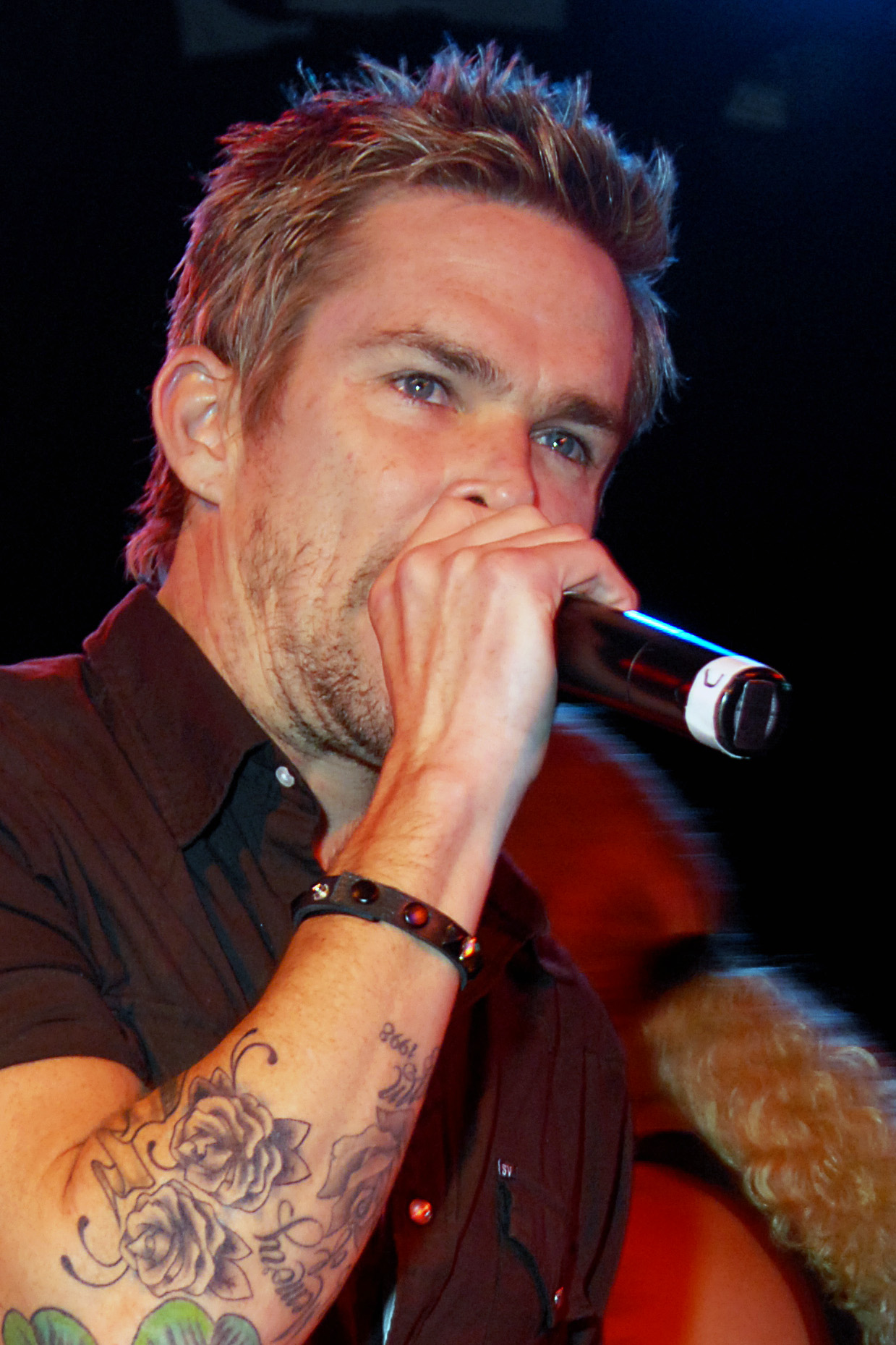
Mark McGrath (* 1968)

- McGrath, Matt (1878–1941), US-amerikanischer Hammerwerfer
- McGrath, Mattie (* 1958), irischer Politiker
- McGrath, Meredith (* 1971), US-amerikanische Tennisspielerin
- McGrath, Michael (1957–2023), US-amerikanischer Schauspieler und Sänger
- McGrath, Michael (* 1976), irischer Politiker
- McGrath, Mick (1936–2025), irischer Fußballspieler
- McGrath, Mick (* 1947), australischer Dreispringer
- McGrath, Pat (* 1966), britische Visagistin und Gründerin
- McGrath, Patrick († 1956), irischer Politiker
- McGrath, Patrick (* 1950), britischer Autor
- McGrath, Patrick Joseph (1945–2023), irisch-US-amerikanischer römisch-katholischer Geistlicher, Bischof von San Jose in California
- McGrath, Paul (1904–1978), US-amerikanischer Schauspieler
- McGrath, Paul (* 1948), irischer Politiker (Fine Gael)
- McGrath, Paul (* 1959), irischer Fußballspieler
- McGrath, Raymond J. (* 1942), US-amerikanischer Politiker
- McGrath, Séamus, irischer Politiker
- McGrath, Tahlia (* 1995), australische Cricketspielerin
- McGrath, Thomas (1916–1990), amerikanischer Dichter
- McGrath, Thomas C. (1927–1994), US-amerikanischer Politiker
- McGrath, Tom (1940–2009), schottischer Dramatiker und Musiker
- McGrath, Tom (* 1964), US-amerikanischer Synchronsprecher, Stimmenimitator und SchauspielerTom McGrath (* 1964)

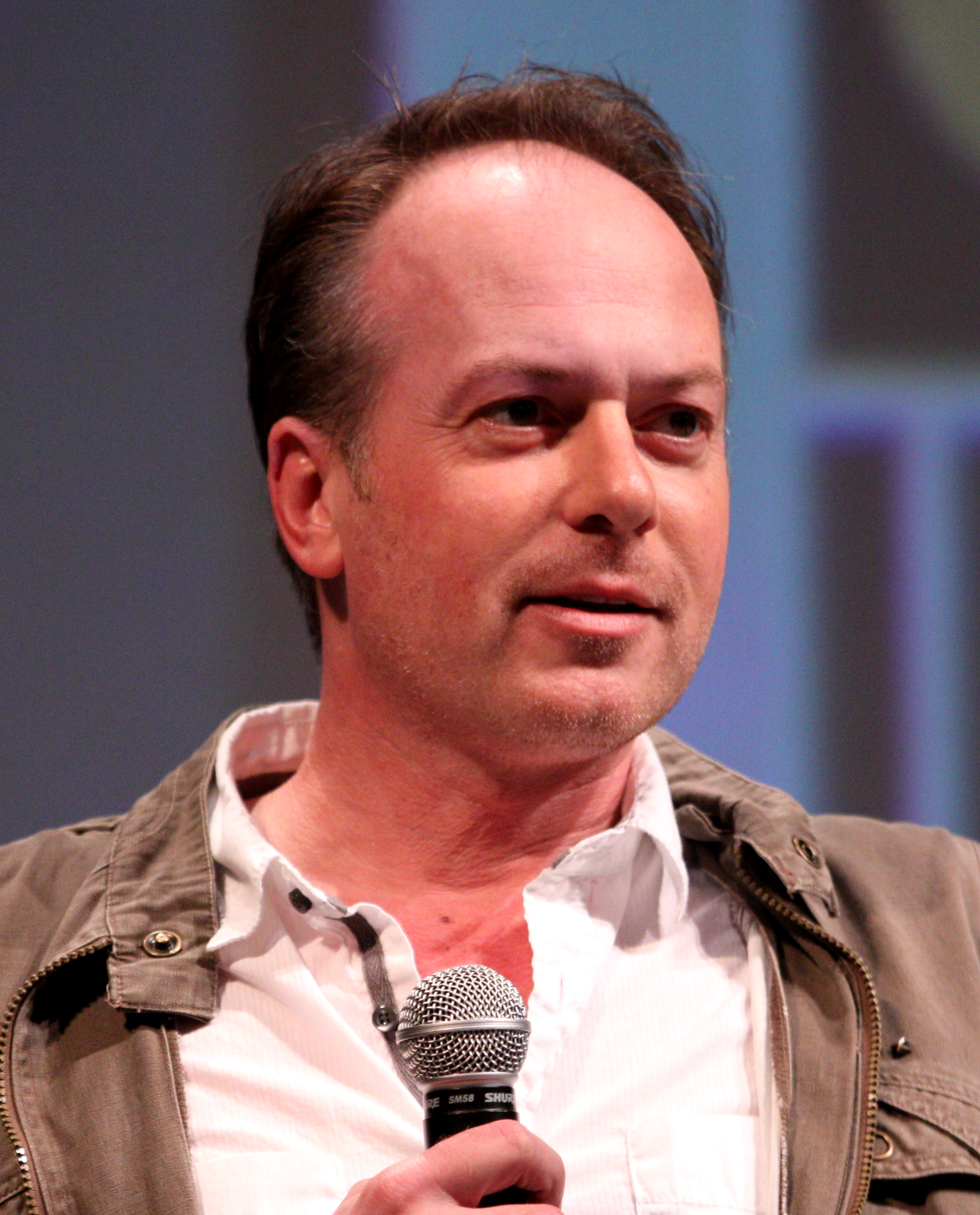
Tom McGrath (* 1964)

- McGrath, Vivian (1916–1978), australischer Tennisspieler
- McGrath, Zen (* 2002), australischer Schauspieler
- McGrattan, Brian (* 1981), kanadischer Eishockeyspieler
- McGrattan, William Terrence (* 1956), kanadischer Geistlicher, römisch-katholischer Bischof von Calgary
- McGraw, Charles (1914–1980), US-amerikanischer Schauspieler
- McGraw, Eloise Jarvis (1915–2000), US-amerikanische Kinderbuchautorin
- McGraw, Gary (* 1966), US-amerikanischer Informatiker und Buchautor zu Software Security
- McGraw, John (1850–1910), US-amerikanischer Politiker und Gouverneur von Washington (1893–1897)
- McGraw, John (1873–1934), US-amerikanischer Baseballspieler und -manager
- McGraw, Madeleine (* 2008), US-amerikanische Schauspielerin und Synchronsprecherin
- McGraw, Melinda (* 1963), US-amerikanische Schauspielerin
- McGraw, Phil (* 1950), US-amerikanischer Fernsehmoderator und Psychologe
- McGraw, Tim (* 1967), US-amerikanischer Country-MusikerTim McGraw (* 1967)

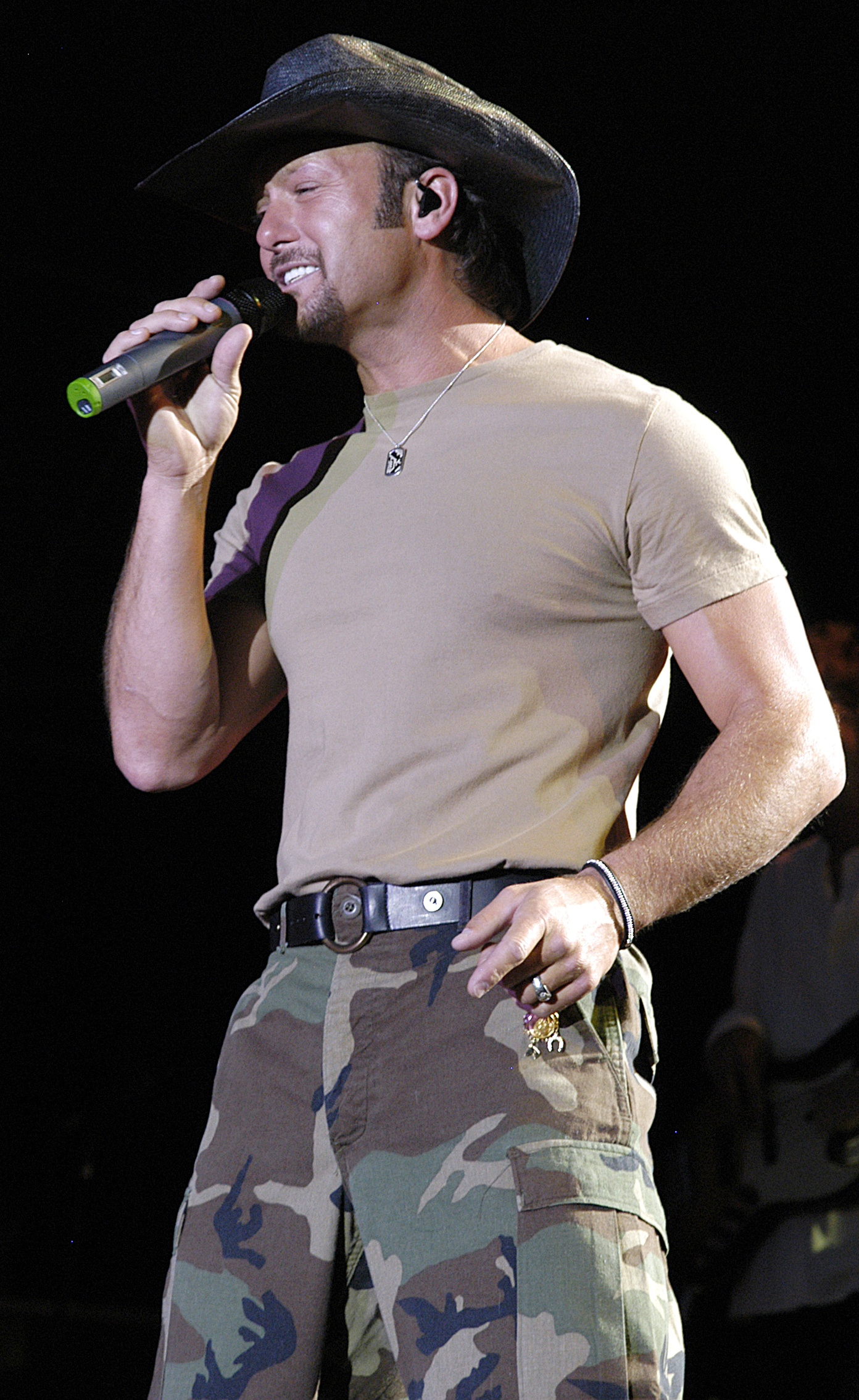
Tim McGraw (* 1967)

- McGraw, Tug (1944–2004), US-amerikanischer Baseballspieler
- McGraw, Violet (* 2011), US-amerikanische Kinderdarstellerin
- McGree, Riley (* 1998), australischer Fußballspieler
- McGreehan, Erin (* 1982), irische Politikerin (Fianna Fáil)
- McGreevey, Jim (* 1957), US-amerikanischer Politiker, Gouverneur von New Jersey
- McGreevey, John (1922–2010), US-amerikanischer Drehbuchautor
- McGregor, Allan (* 1982), schottischer Fußballtorwart
- McGregor, Callum (* 1993), schottischer Fußballspieler
- McGregor, Carolyn (* 1996), deutsche Nachwuchs-Schauspielerin
- McGregor, Chantel (* 1986), britische Bluesrock-Gitarristin und Singer-Songwriterin
- McGregor, Chris (1936–1990), südafrikanischer Pianist, Komponist und Bandleader
- McGregor, Clara (* 1996), britische Schauspielerin
- McGregor, Conor (* 1988), irischer Mixed-Martial-Arts-Kämpfer
- McGregor, Darren (* 1985), schottischer Fußballspieler
- McGregor, Douglas (1906–1964), US-amerikanischer Hochschullehrer für Management
- McGregor, Esther (* 2001), britische Schauspielerin, Model und Musikerin
- McGregor, Ewan (* 1971), britisch-US-amerikanischer Schauspieler, Sänger und RegisseurEwan McGregor (* 1971)

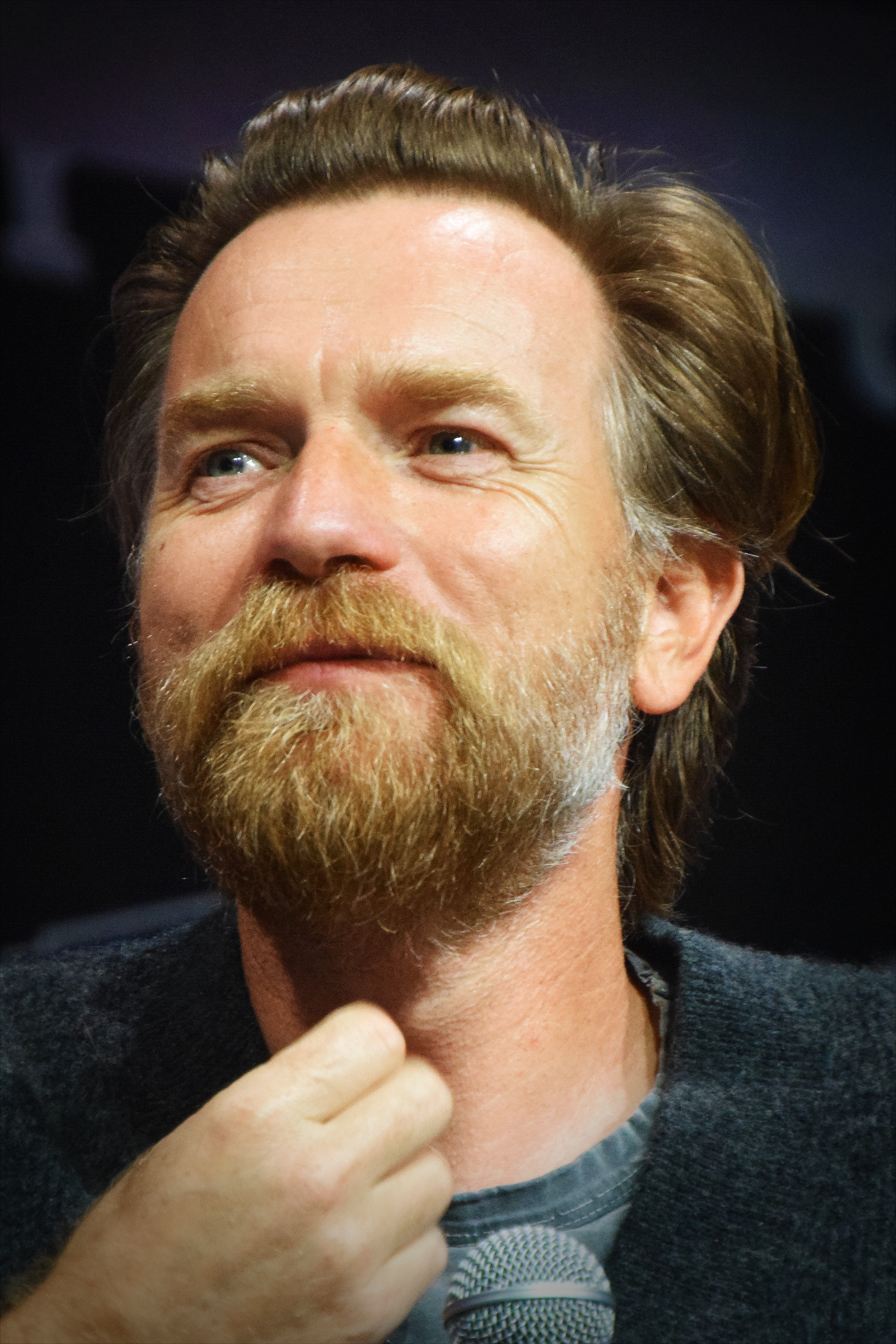
Ewan McGregor (* 1971)

- McGregor, Freddie (* 1956), jamaikanischer Reggae-Sänger, Musiker und Produzent
- McGregor, Gareth (* 1997), US-amerikanisch-deutscher Schauspieler
- McGregor, J. Harry (1896–1958), US-amerikanischer Politiker
- McGregor, James (1921–2013), US-amerikanischer Basketballtrainer
- McGregor, James Duncan (1860–1935), kanadischer Rinderzüchter, Vizegouverneur von Manitoba
- McGregor, Jane (* 1983), kanadische Schauspielerin
- McGregor, Jon (* 1976), britischer Schriftsteller
- McGregor, Julie (* 1948), australische Schauspielerin
- McGregor, Katie (* 1977), US-amerikanische Leichtathletin
- McGregor, Ken (1929–2007), australischer Tennisspieler
- McGregor, Oliver, Baron McGregor of Durris (1921–1997), britischer Soziologe und Hochschullehrer
- McGregor, Richard (* 1958), australischer Journalist und Autor
- McGregor, Richard Crittenden (1871–1936), US-amerikanischer Ornithologe
- McGregor, Robert (* 1944), britischer Schwimmer
- McGregor, Roneisha (* 1997), jamaikanische Sprinterin
- McGregor, Wayne (* 1970), englischer Choreograf
- McGregor, William (1846–1911), schottischer Fußballfunktionär
- McGregor, Yvonne (* 1961), britische Bahnradsportlerin
- McGreivy, Susan (1939–2019), US-amerikanische Freistil-Schwimmerin, Juristin und LGBT-Aktivistin
- McGrew, James (1822–1911), US-amerikanischer Politiker
- McGrew, James Clark (1813–1910), US-amerikanischer Politiker
- McGrew, Rose (1875–1956), US-amerikanische Opernsängerin (Sopran) und Gesangslehrerin
- McGriff, Hershel (* 1927), US-amerikanischer NASCAR-Fahrer
- McGriff, Jimmy (1936–2008), amerikanischer Blues-, Soul- und Jazz-Organist (Hammond-Orgel)
- McGrigor, James (1949–2025), schottischer PolitikerJames McGrigor, 6. Baronet (1949–2025)

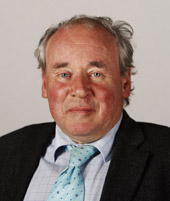
James McGrigor, 6. Baronet (1949–2025)

- McGrigor, Rhoderick (1893–1959), britischer Admiral of the Fleet
- McGroarty, John S. (1862–1944), US-amerikanischer Politiker
- McGrone, Candyce (* 1989), US-amerikanische Sprinterin
- McGrory, Amanda (* 1986), US-amerikanische Rollstuhlrennsportlerin
- McGrory, Jimmy (1904–1982), schottischer Fußballspieler und -trainer
- McGrory, Kelly (* 1996), irische Sprinterin
- McGrory, Matthew (1973–2005), US-amerikanischer Schauspieler
- McGrory, Scott (* 1969), australischer Radrennfahrer
- McGruder, Aaron (* 1974), US-amerikanischer Comicautor
- McGruther, Angus (* 1985), australischer Schauspieler

### Mcgu
- McGucken, Joseph Thomas (1902–1983), US-amerikanischer Geistlicher, Erzbischof von San Francisco
- McGuckian, Alexander Aloysius (* 1953), irischer Ordensgeistlicher, römisch-katholischer Bischof von Down und Connor
- McGuckin, Aislin (* 1974), britische Schauspielerin
- McGuckin, Robert (* 1944), australischer Geistlicher und römisch-katholischer Bischof von Toowoomba
- McGuffie, Bill (1927–1987), britischer Easy-Listening- und Jazzpianist und Filmkomponist
- McGugan, Irene (* 1952), schottische Politikerin
- McGugan, Lewis (* 1988), englischer Fußballspieler
- McGugin, Harold C. (1893–1946), US-amerikanischer Politiker
- McGuigan, Barry (* 1961), irischer Boxer im Federgewicht
- McGuigan, Dempsey (* 1993), britisch-irischer Hammerwerfer
- McGuigan, Dorothy Gies (1914–1982), US-amerikanische Anglistin, Historikerin und Sachbuchautorin
- McGuigan, James Charles (1894–1974), kanadischer Geistlicher, Erzbischof von Toronto und Kardinal
- McGuigan, Paddy (1939–2014), irischer Musiker
- McGuigan, Pat (1935–1987), irischer Schlagersänger
- McGuigan, Paul (* 1963), schottischer Regisseur
- McGuigan, Robbie (* 2004), nordirischer Snookerspieler
- McGuigan, Shane (* 1988), britischer Boxer und -trainer
- McGuinn Cromwell, Adelaide (1919–2019), US-amerikanische Soziologin
- McGuinn, Roger (* 1942), US-amerikanischer MusikerRoger McGuinn (* 1942)

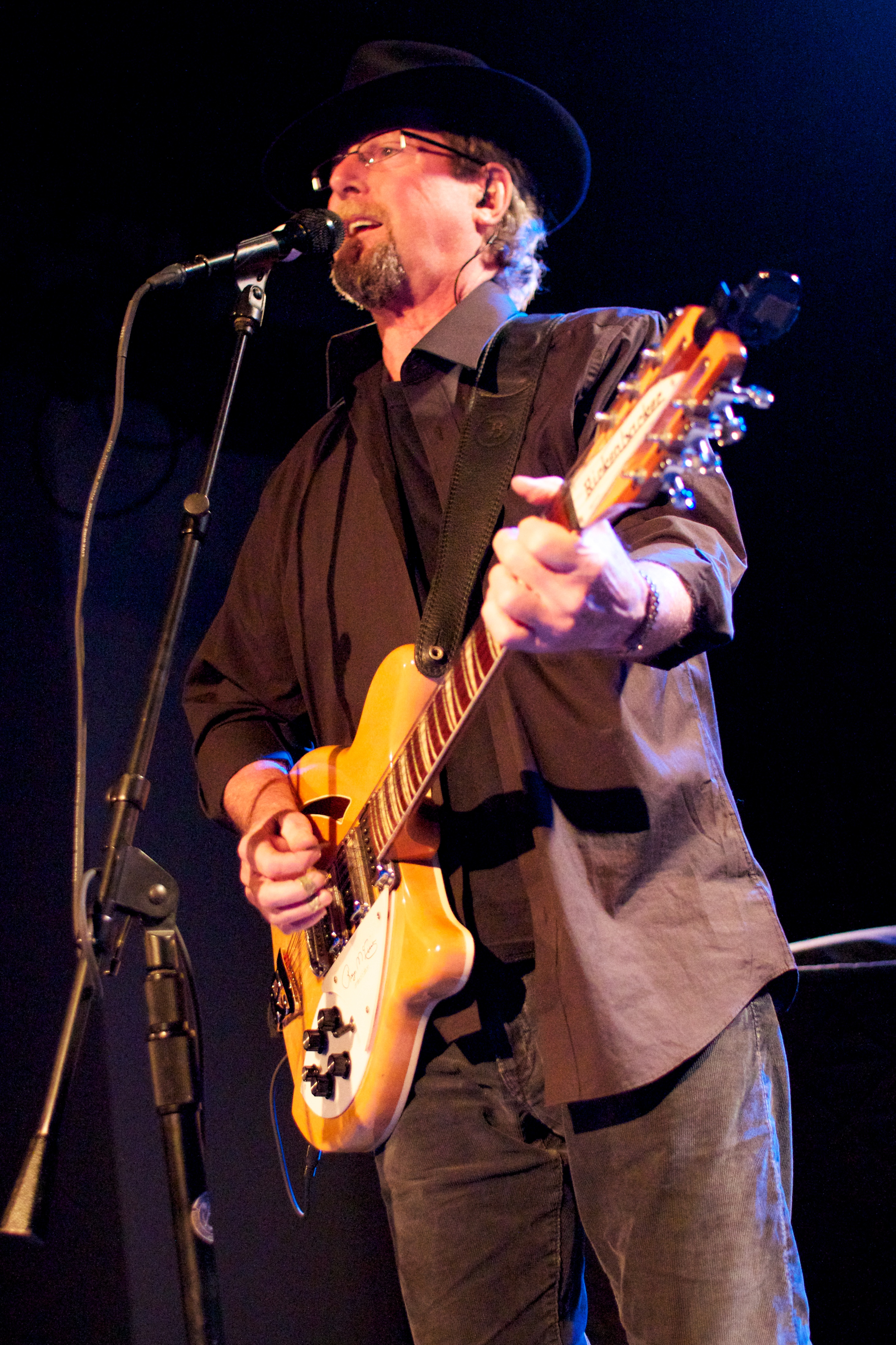
Roger McGuinn (* 1942)

- McGuinness, Brian (1927–2019), britischer Philosoph
- McGuinness, Caitlin (* 2002), nordirische Fußballspielerin
- McGuinness, Catherine (* 1934), irische Juristin und Richterin am Europäischen Gerichtshof
- McGuinness, Conor (* 1986), irischer Politiker
- McGuinness, Ed, US-amerikanischer Comiczeichner
- McGuinness, Eugene Joseph (1889–1957), US-amerikanischer Geistlicher, römisch-katholischer Bischof von Oklahoma City und Tulsa
- McGuinness, Frank (* 1953), irischer Dramatiker, Dichter und Übersetzer
- McGuinness, James Joseph (1925–2007), britischer Geistlicher, Bischof von Nottingham
- McGuinness, Jim (1920–2008), irischer Print- und Rundfunkjournalist
- McGuinness, John (* 1955), irischer Politiker (Fianna Fáil)
- McGuinness, John (* 1972), englischer Motorradrennfahrer
- McGuinness, Joseph (1875–1922), irischer Politiker
- McGuinness, Kirsty (* 1994), nordirische Fußballspielerin und Gaelic-Football-Spielerin
- McGuinness, Mairead (* 1959), irische Politikerin, MdEP
- McGuinness, Martin (1950–2017), irischer republikanischer Politiker, Mitglied des House of Commons und stellvertretender Erster Minister von NordirlandMartin McGuinness (1950–2017)

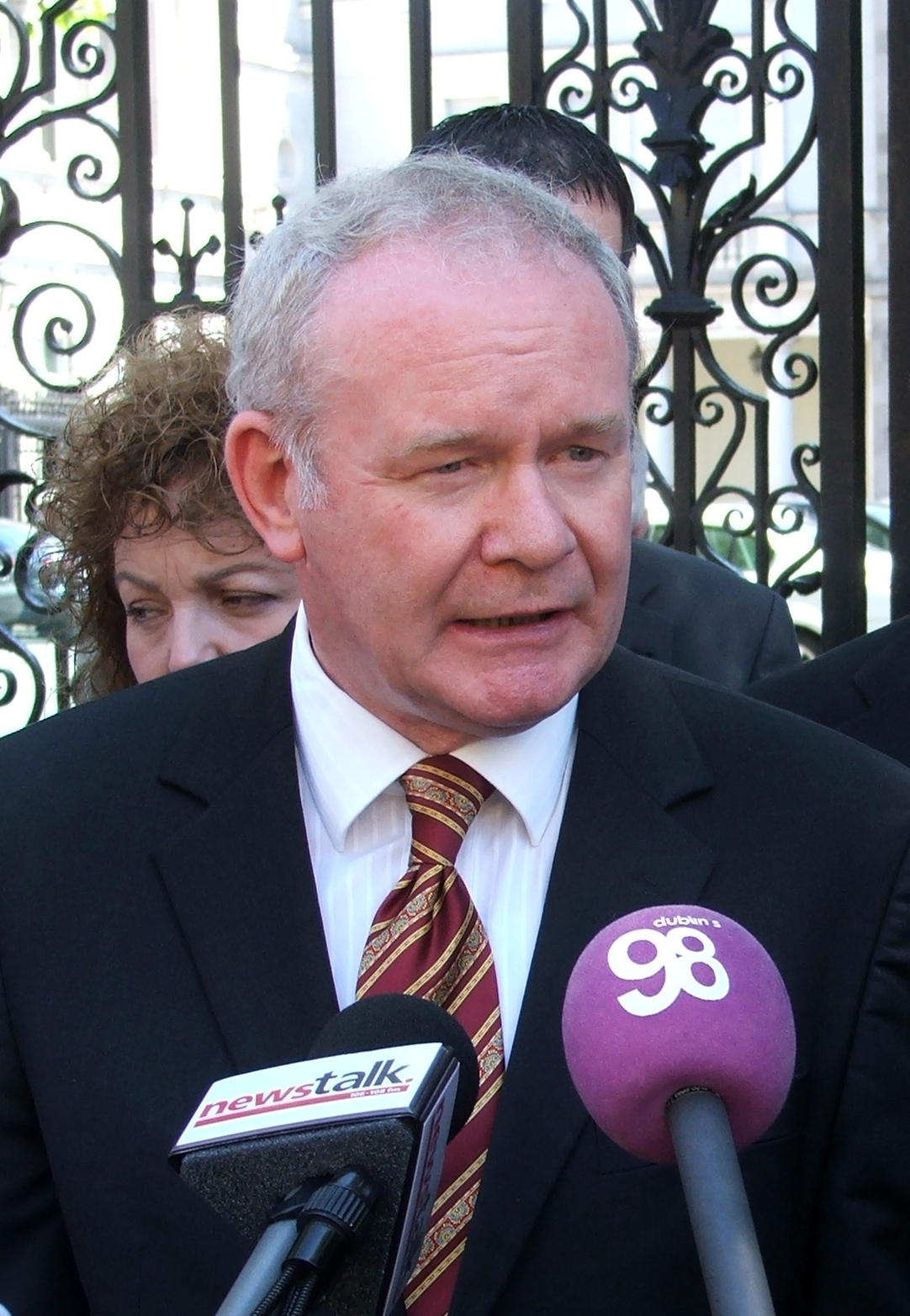
Martin McGuinness (1950–2017)

- McGuinness, Nathan, australischer Spezialeffektkünstler
- McGuinness, Nigel (* 1976), britischer Wrestler
- McGuinness, Norah (1901–1980), irische Malerin und Illustratorin
- McGuinness, Patrick (* 1968), britischer Literaturwissenschaftler und Schriftsteller
- McGuinness, Paul (* 1951), irischer Musikmanager
- McGuinness, Pete (* 1963), US-amerikanischer Musiker des Modern Jazz (Posaunist, Sänger, Arrangeur, Bandleader)
- McGuinness, Sharon, irische Pharmakologin und EU-Funktionärin
- McGuinness, Tom (* 1941), englischer Gitarrist
- McGuinness, Wilf (* 1937), englischer Fußballspieler und -trainer
- McGuinty, Dalton (* 1955), kanadischer Politiker
- McGuire, Anne (* 1949), schottische Politikerin
- McGuire, Barry (* 1935), US-amerikanischer Folkrock-SängerBarry McGuire (* 1935)

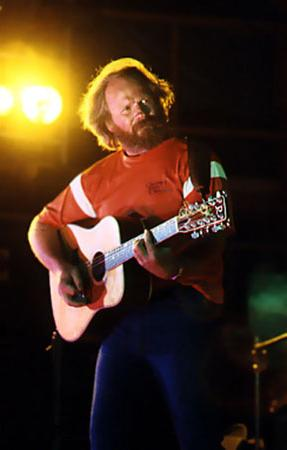
Barry McGuire (* 1935)

- McGuire, Biff (1926–2021), US-amerikanischer Schauspieler
- McGuire, Bird Segle (1865–1930), US-amerikanischer Politiker
- McGuire, Brian Patrick (* 1946), US-amerikanisch-dänischer Hochschullehrer für Geschichte, Dozent und Autor
- McGuire, Christine (1926–2018), US-amerikanische Sängerin
- McGuire, Dennis (1960–2014), US-amerikanischer Mörder
- McGuire, Dominic Paul (1903–1978), australischer Diplomat und Schriftsteller
- McGuire, Don (1919–1999), US-amerikanischer Schauspieler, Drehbuchautor, Regisseur und Filmproduzent
- McGuire, Dorothy (1916–2001), US-amerikanische Schauspielerin
- McGuire, Dorothy (1928–2012), US-amerikanische Sängerin
- McGuire, Edith (* 1944), US-amerikanische Leichtathletin und Olympiasiegerin
- McGuire, Hugh (1937–2009), schottischer Radrennfahrer
- McGuire, Ian (* 1964), britischer Schriftsteller und Literaturwissenschaftler
- McGuire, John (* 1942), US-amerikanischer Komponist
- McGuire, John (* 1968), US-amerikanischer Politiker
- McGuire, John A. (1906–1976), US-amerikanischer Politiker
- McGuire, Joshua (* 1987), britischer Schauspieler in Theater, Film und FernsehenJoshua McGuire (* 1987)

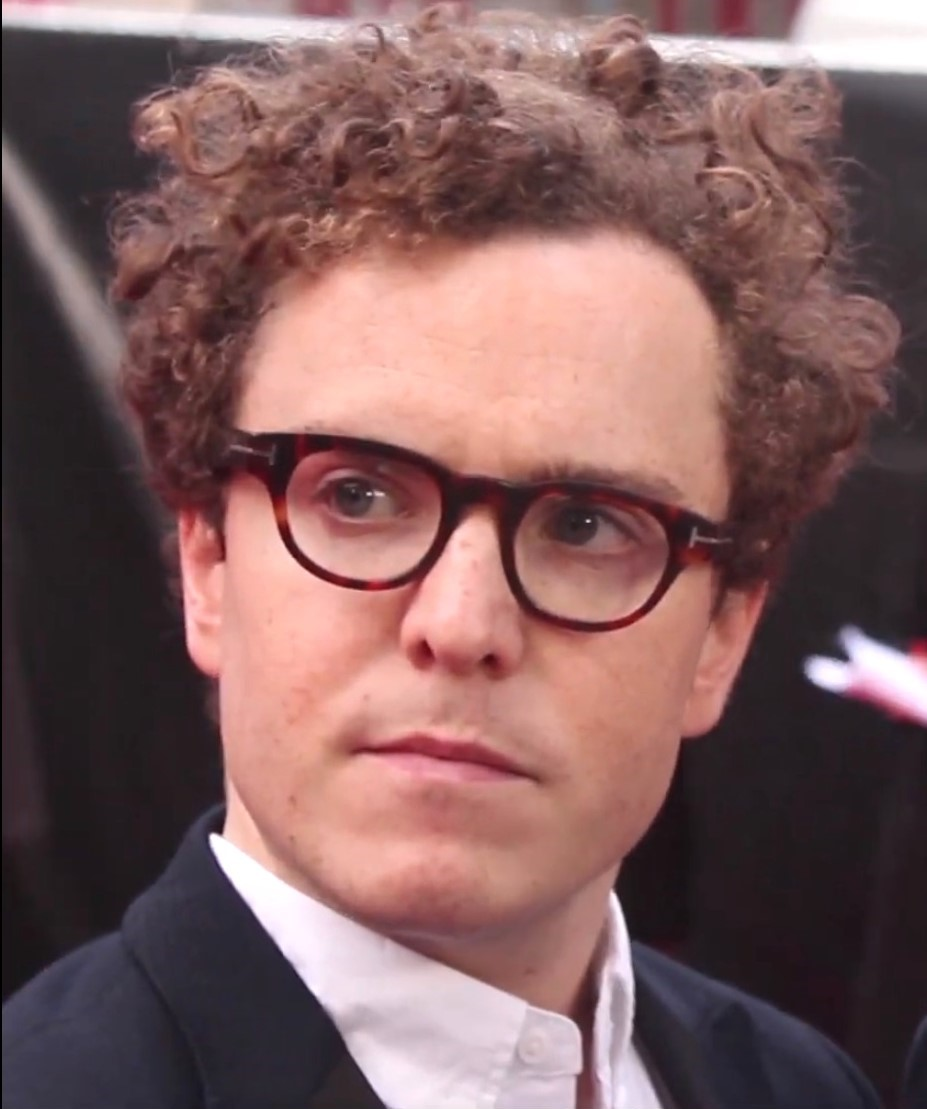
Joshua McGuire (* 1987)

- McGuire, Kathryn (1903–1978), US-amerikanische Schauspielerin
- McGuire, Marcy (1926–2021), US-amerikanische Schauspielerin und Sängerin
- McGuire, Michael (* 1934), US-amerikanischer Schauspieler
- McGuire, Michele, US-amerikanische Filmproduzentin, Drehbuchautorin und Filmschaffende
- McGuire, Peter J. (1852–1906), amerikanischer Sozialist
- McGuire, Phyllis (1931–2020), US-amerikanische Sängerin
- McGuire, Randall H. (* 1951), US-amerikanischer Archäologe und Anthropologe
- McGuire, Richard (* 1957), US-amerikanischer Musiker, Illustrator, Comicautor und Multitalent
- McGuire, Terence Bernard (1881–1957), australischer Bischof
- McGuire, Thomas (1920–1945), US-amerikanischer Major, der mit der Medal of Honor ausgezeichnet wurde
- McGuire, Tucker (1912–1988), US-amerikanische Schauspielerin
- McGuire, William Anthony (1881–1940), US-amerikanischer Drehbuchautor
- McGuirk, Shane (* 1995), irischer Dartspieler
- McGurk, Brett H. (* 1973), US-amerikanischer Anwalt und Diplomat
- McGurk, John (* 1961), schottischer Papiertechnologe und Extremsportler
- McGurkin, Edward Aloysius (1905–1983), US-amerikanischer Ordensgeistlicher, römisch-katholischer Bischof von Shinyanga
- McGurn, Jack (1903–1936), italo-amerikanischer Mobster aus dem Umfeld des Chicago Outfit

### Mcgw
- McGwire, Mark (* 1963), US-amerikanischer BaseballspielerMark McGwire (* 1963)

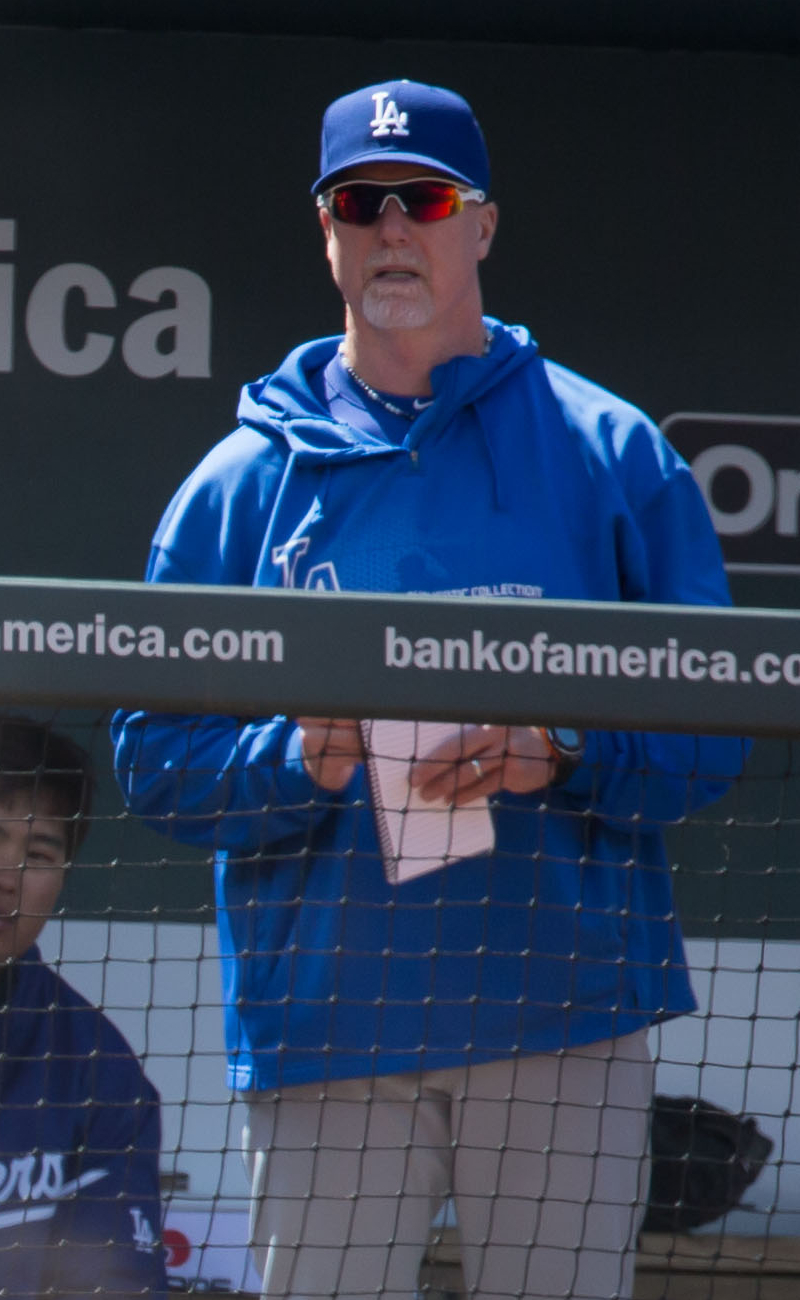
Mark McGwire (* 1963)